# Antoniter-Orden

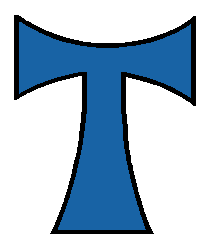
Antoniuskreuz

Der Antoniter-Orden (Canonici Regulares Sancti Antonii, Ordenskürzel CRSAnt; auch Antoniusorden, Antonier, Antoniterorden oder Antonianer) war ein christlicher Hospitalorden. Ursprünglich unter der Bezeichnung Hospitaliter oder Hospitaliten vom Hl. Antonius gegründet, änderte sich diese im Laufe der Zeit in Antonierherren, Antoniusbrüder, Chorherren vom Hl. Antonius; ndt. Tönniesherren; franz. Hospitaliers de St. Antoine, Antonins; engl. Hospitalbrothers. Die Gründung des Ordens erfolgte im 11. Jh. in Frankreich. Die Antoniter waren der größte und mächtigste Hospitalorden des Mittelalters.

## Geschichte

### Hochmittelalter

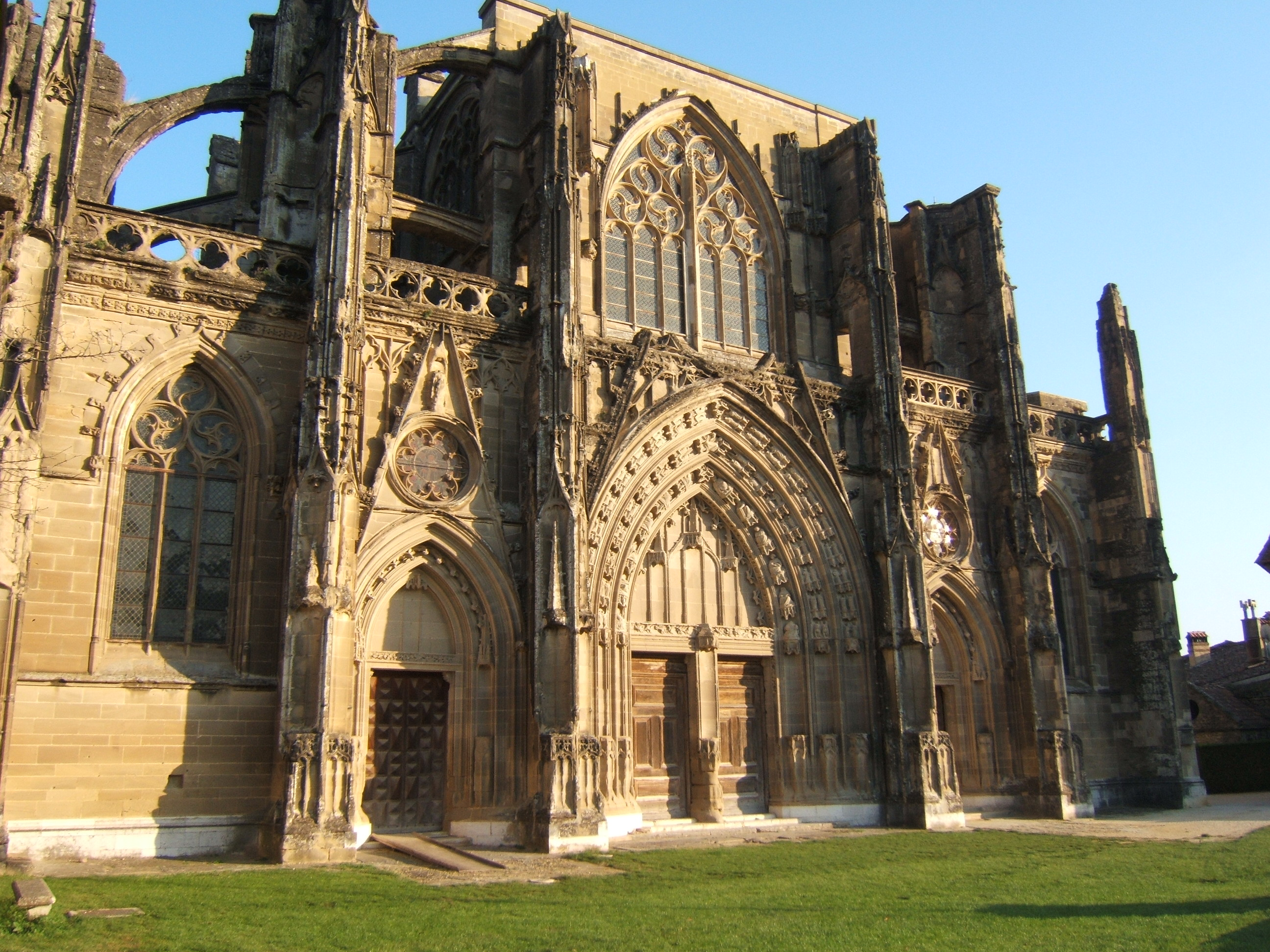
Portal der Saint-Antoine-l’Abbaye 2005

Die Quellenlage zur Geschichte des Ordens ist für das Mittelalter schwierig, da ein Brand im Hauptarchiv des Ordens im Jahr 1422 in St.-Didier-la-Mothe (auch St-Didier-de-la-Motte oder La-Motte-Saint-Didier; heute: Saint-Antoine-l’Abbaye) in der Dauphiné in Südostfrankreich sowie die Verwüstungen der Hugenottenkriege im Jahr 1567 viele Dokumente zerstörten. Die Geschichtsschreibung stützt sich überwiegend auf lokale Monographien, und ein genaues Gründungsjahr kann nicht bestimmt werden.

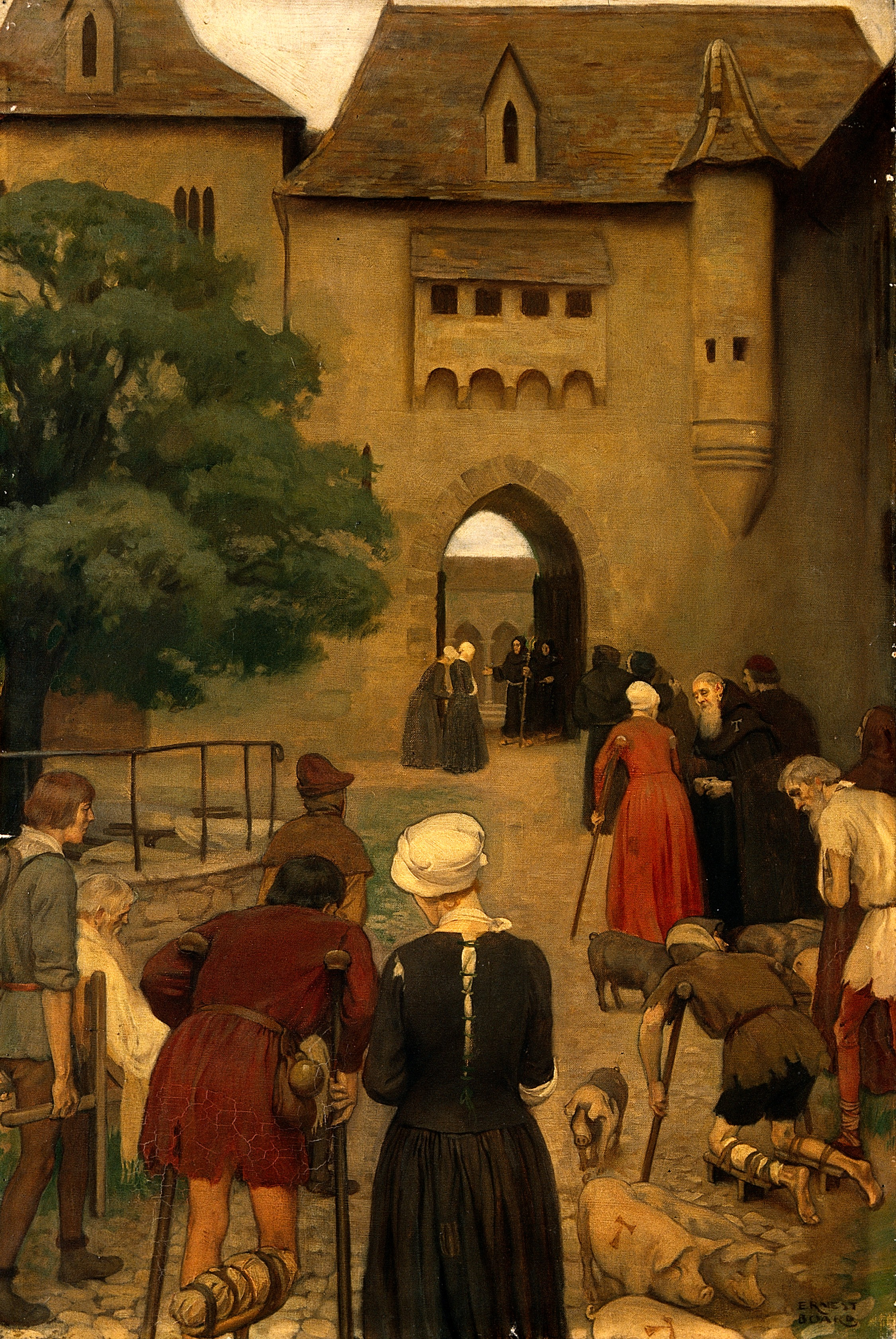
Pilger, die unter dem Feuer des Heiligen Antonius leiden, nähern sich dem Hospiz der Abtei Saint-Antoine. Ernest Board um 1912

Für die Entstehung des Ordens lassen sich zwei wesentliche Gründe nennen: Erstens brachte der französische Ritter Jocelin von Châteauneuf um das Jahr 1070 eine Reliquie des heiligen Antonius aus Konstantinopel nach Frankreich und übergab sie der Kirche von St.-Didier-de-la-Motte. Zweitens gründete der französische Adlige Gaston an diesem Ort eine Gemeinschaft, um seiner Dankbarkeit für die Heilung seines Sohnes Guerin vom Antoniusfeuer durch die wundertätige Reliquie des heiligen Antonius Ausdruck zu verleihen. Zunächst schlossen sich Männer und Frauen unterschiedlichen Standes aus der Umgebung zu einer Laiengemeinschaft zusammen, die Bedürftigen helfen wollte. Der starke Zustrom Hilfesuchender machte bald den Bau eines eigenen Hauses notwendig, das als domus elemosinaria (Haus des Almosens) bekannt wurde. In der Folge entwickelte sich der Ort rasch zu einer Pilgerstätte. Im Jahr 1175 wählten die Ordensbrüder und -schwestern als gemeinsames Erkennungszeichen das blaue Tau.
Um das Jahr 1095 könnte die Gemeinschaft als Laienbruderschaft gegründet worden sein. Dass diese von Papst Urban II. als Orden bestätigt worden sein soll, wird in den Darstellungen zur Historie des Ordens widersprüchlich dargestellt. Der Ordenschronist Aymar Falco erwähnt diesen Aspekt in seiner Abhandlung nicht, während der Historiker Henri Tribout de Morembert dies für möglich hält. Wenig später soll das erste Spital, das als Hospiz Domus elemosinaria bekannt wurde, erbaut worden sein. Das Stammkloster der Bruderschaft und des späteren Ordens wurde die Abtei Saint-Antoine-l’Abbaye. Die 1119 erfolgte Weihe der ersten Antoniuskirche durch Papst Calixt II. wird als möglich erachtet, gilt jedoch als nicht gesichert, da die dazugehörige päpstliche Bulle heute als Fälschung angesehen wird.
Aufgrund seiner Erfolge bei der Behandlung der Erkrankung Antoniusfeuer expandierte der Orden ab dem 12. Jahrhundert u. a. nach Spanien, Flandern, Italien, England und Deutschland. Herzog Welf VI. von Bayern hinterließ den Antonitern seine Burg in Memmingen, und ab 1192 gründeten diese dort ihr Kloster. Im Jahr 1215 verlieh Kaiser Friedrich II. den Antonitern das Patronat der dortigen Kirche. Es folgten Klostergründungen in Grünberg in Hessen (vermutlich 1193) und Tempzin in Mecklenburg (1222). Von Tempzin aus breitete sich der Orden in den folgenden Jahrzehnten weiter in den Ostseeraum aus, mit Niederlassungen in Mohrkirch (Schleswig-Holstein), Præstø (Dänemark), Ramundeboda (Schweden), Nonnesetter bei Bergen (Norwegen), Frauenburg im Ermland und Lennewarden in Livland. Weitere Niederlassungen der Antoniter entstanden u. a. in Akkon (Israel), Bkerke (Libanon) und Famagusta (Zypern).
Die rasante Entwicklung und Verbreitung des Ordens wäre ohne die gleichzeitige Verbreitung des Antoniuskultes nicht denkbar gewesen. Der Orden stützte sich dabei auf die religiösen Vorstellungen der Menschen im Mittelalter und nutzte diese geschickt für seine Zwecke. Die Ursache der Antoniusfeuer-Erkrankung wurde damals in einem „sündigen“ Lebenswandel gesehen. Die Lebensführung und die Standhaftigkeit des hl. Antonius gegenüber allen Versuchungen galten den Menschen als vorbildhaft für ein gesundes und gerechtes Leben. Zur Bekanntheit und Verbreitung des Ordens trugen auch die Pilger auf ihrem Weg nach Santiago de Compostela bei. Es war damals üblich, dass ursprünglich rein lokale oder regionale Heilige, wie etwa der heilige Antonius, durch die Rückkehr der Pilger in ihre Heimatgebiete eine weitere Verbreitung fanden.
Durch ein Dekret von Papst Honorius III. war die Bruderschaft ab 1218 dazu verpflichtet, gemäß den Statuten der regulierten Augustiner zu leben und die drei Ordensgelübde abzulegen.
Im Jahr 1232 wurden die ersten Ordensstatuten, bestehend aus 17 Punkten, verfasst. Sie umfassten die drei üblichen, von den Benediktinern beeinflussten Ordensgelübde und galten sowohl für die Brüder als auch die Schwestern des Ordens. Im Jahr 1234 gestattete Papst Gregor IX. dem Orden, einen eigenen Friedhof anzulegen und die Sakramente an alle Bewohner des Hospitals zu spenden. Ab 1247 lebten die Brüder nach den Ordensregeln des hl. Augustinus. Frauen wurden ab diesem Zeitpunkt nicht mehr als vollwertige Ordensmitglieder zugelassen.
In St.-Didier-la-Mothe entbrannte in dieser Zeit ein jahrzehntelang andauernder offener Konflikt zwischen den ortsansässigen Benediktinern, die das Priorat über die Reliquie und die Kirchen innehatten, und den Antonitern, die nach Unabhängigkeit strebten und für die Hospize sowie die Versorgung der Pilger verantwortlich waren. Der Konflikt beruhte u. a. auf Interessengegensätzen hinsichtlich der Verteilung der wachsenden Einnahmen aus den Wallfahrten.

### Spätmittelalter
1265 wurde dem Orden unter Papst Clemens IV. das Recht verliehen zum Unterhalt seiner Hospitäler Almosen zu sammeln. Saint-Antoine wurde 1293 zur Abtei erhoben. Der teilweise blutig geführte Konflikt mit den Benediktinern endete mit der päpstlichen Bulle von 1297 unter Papst Bonifatius VIII. Die Benediktiner mussten den Ort verlassen. Die Antoniter mit ihren Hospizen, den Kirchen und die Reliquie wurden unter direkte päpstlicher Aufsicht gestellt. Im gleichen Jahr wurde die Bruderschaft durch Bonifatius VIII. in einen Chorherrenorden umgewandelt und formell als selbständiger Orden (Regularkanoniker) anerkannt. Bei den Antonitern handelte es sich somit um eine besondere Gruppe regulierter Augustinerchorherren. An der Spitze stand der Abt von Saint-Antoine. 1298 wurde eine neue Satzung des Ordens angenommen. Seither werden die Antoniter zu den Hospitalorden gezählt. Der neue Orden war ab dieser Zeit auch für die Krankenfürsorge am päpstlichen Hof verantwortlich.

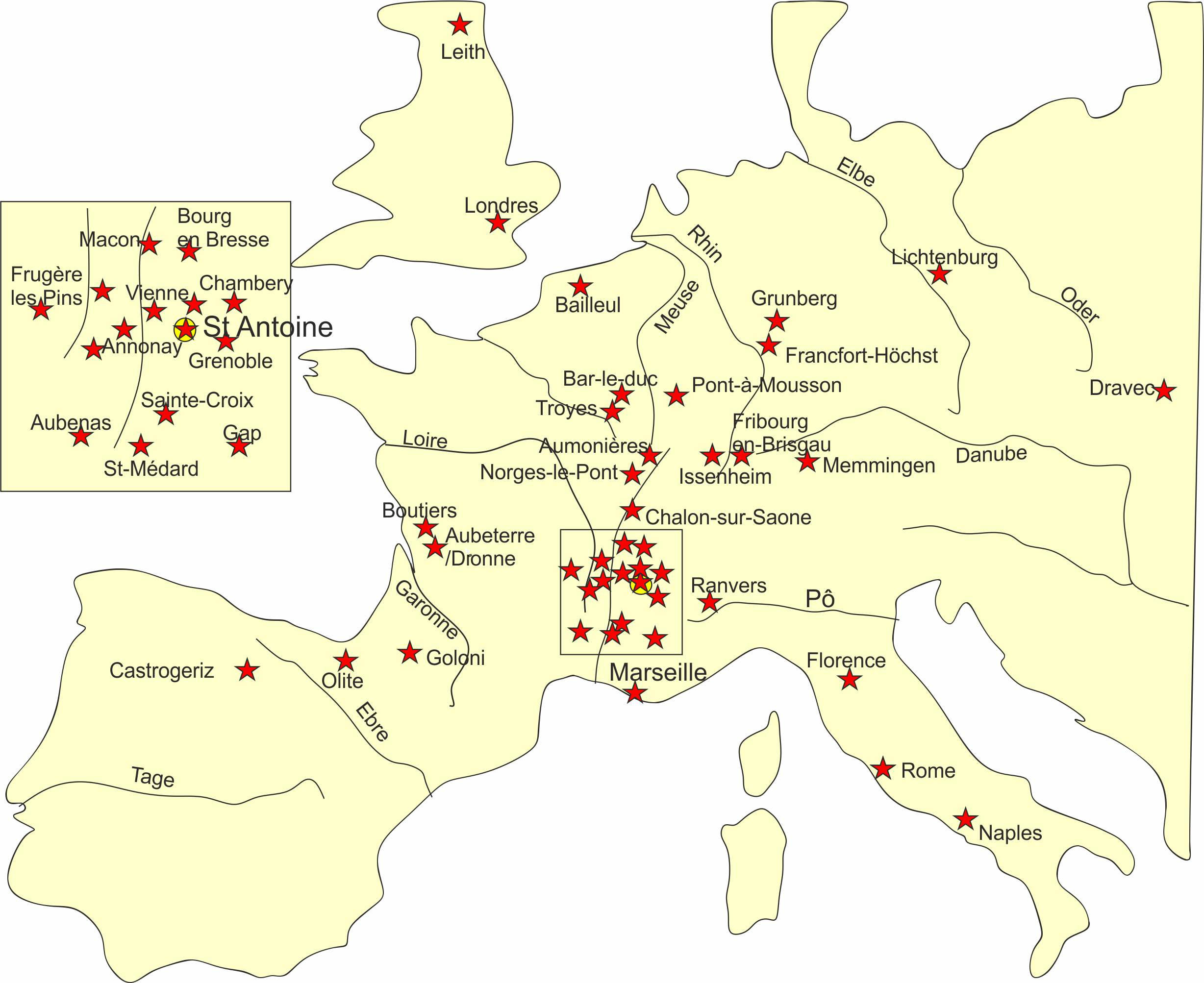
Generalpräzeptoreien der Antoniter 1474

Die folgenden zwei Jahrhunderte waren in der Entwicklung des Ordens von Phasen der Blüte und von Krisen geprägt. Der Orden monopolisierte und standardisierte den Antoniuskult und konnte sich dabei auf päpstliche Unterstützung stützen. Urban IV. verfügte, dass alle Gelübde beim Hospital in Saint-Antoine und den Niederlassungen einzulösen sein. Johannes XXII. verbot die Errichtung von ordensfremden Antoniusaltären und -kapellen. Hospitalinsassen war es verboten zu betteln. Als Strafe drohte lebenslanger Kerker. Im Jahr 1345 beschloss das Generalkapitel des Gesamtordens, dass der Abt und alle Brüder Liegenschaften erwerben und behalten durften, um diese für Messen, Jahrestage und andere geistliche Zwecke zu nutzen. Parallel dazu bestand das Bestreben, ständig neue Klosterpfründe zu schaffen, darunter auch solche, die nicht mit einem Klosteramt, wie etwa dem eines einfachen Chorherren, verbunden waren. Ordensbrüder durften u. a. Geldgeschäfte tätigen, Bannrechte ausüben und Honorare für die Beratung weltlicher Herrscher annehmen. Im weiteren Verlauf führte dies zu einer zunehmenden Verweltlichung des Ordens.
Zahlreiche Fehden, Miss- und Vetternwirtschaft stürzten im ausgehenden 14. Jahrhundert das Mutterkloster in Schulden. Zu ihrer Deckung wurden regelmäßig die anderen Präzeptoreien herangezogen. Äbte und andere Amtsträger des Ordens scheuten sich nicht, über die römische Kurie Ämter und Einkünfte für die eigenen Angehörigen zu erbitten. Adlige, Würdenträger und deren Freunde versuchten ihrerseits, sich Pfründe durch die Bekleidung eines Amtes im Orden zu verschaffen. Dies höhlte die Ordensverfassung aus und führte zu zahlreichen kostenträchtigen Prozessen. Aufgrund der zentralistischen Ordensstruktur kam es immer wieder zu Spannungen zwischen dem Stammkloster und den nach Unabhängigkeit strebenden großen Präzeptoreien. Beispielsweise ließen sich die einzelnen Präzeptoreien durch die römische Kurie gerne lokale Privilegien (wie z. B. privilegium creandi religiosos für das Kloster Tempzin) verbriefen. Die Verwerfungen wurden durch die Ordensreform von 1367 nicht behoben. Der Orden konnte seine internen Schwierigkeiten nicht auflösen.

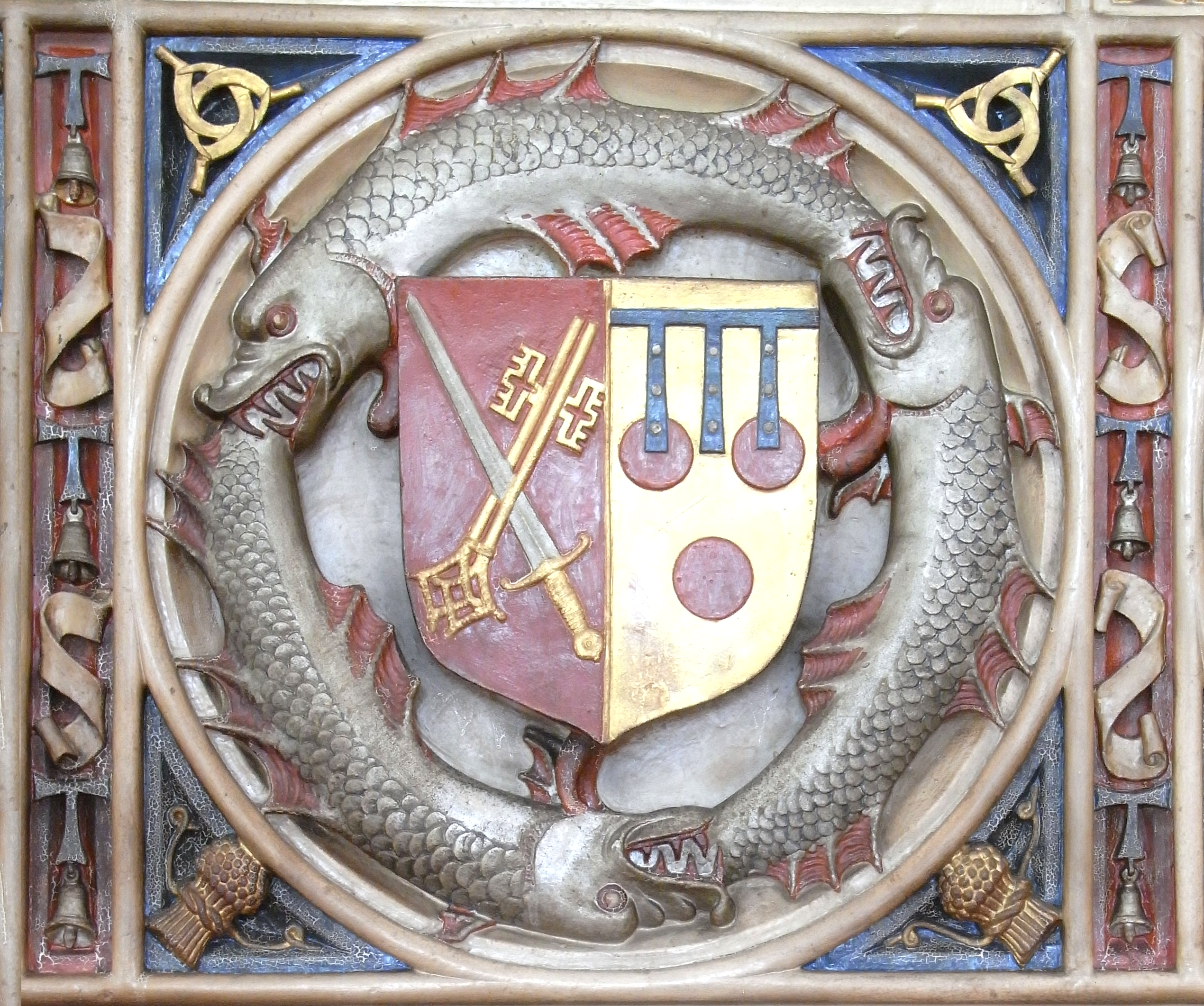
Wappen des Generalpräzeptors und Bischof von Exeter sowie Winchester Peter Courtenay 2013

Die Antoniter standen während des Abendländischen Schismas dem avignonesischen Papsttum besonders nahe. Dies lag zum einen an der geringen Entfernung von 180 Kilometern zwischen Avignon und ihrem Hauptsitz. Zum anderen bestanden auch soziale Beziehungen zur römischen Kurie, da dieselben regionalen Territorialherren und Adelsgruppen an beiden Orten Einfluss ausübten. Zu Beginn des Schismas löste sich die Generalpräzeptorei in England vom Mutterkloster in St-Antoine. Der Hundertjährige Krieg zwischen Frankreich und England beschleunigte diese Entwicklung. Die Präzeptorei stellte ab 1377 die Zahlungen an das Mutterkloster ein. Im Jahr 1414 wurde das Kloster durch den Alien Priories Act, unterzeichnet von König Heinrich V., der englischen Krone unterstellt. Papst Nikolaus V. bestätigte die Unabhängigkeit der Präzeptorei, und spätere Versuche der Wiederherstellung der früheren Ordnung scheiterten. Das Schisma führte dazu, dass die Präzeptoren den jährlichen Generalkapiteln zunehmend fernblieben. Gleichzeitig zeigten sie weniger Interesse an Belangen wie den Ordensreformen des Gesamtordens. Die Präzeptoreien erlangten in der Folgezeit eine größere Unabhängigkeit vom Mutterkloster. Papst Martin V. förderte diese Entwicklung dadurch, dass er 1418 das frühere Consuetudo aufhob. Eine weitere Folge des Schismas war ein Nachlassen des Gehorsams gegenüber dem Abt und dem Mutterkloster. Dazu kamen ein Schwinden des Zusammengehörigkeitsgefühls und der inneren Bindung, das rücksichtslose Durchsetzen persönlicher Interessen sowie die Aufnahme Ordensfremder in Ämter. Fiskalische Gesichtspunkte überwogen, es kam zur Veräußerung von Ordensvermögen und zu Verschuldungen. Schließlich führte dies zu einem Verlust an Ansehen in den Augen der Gläubigen.

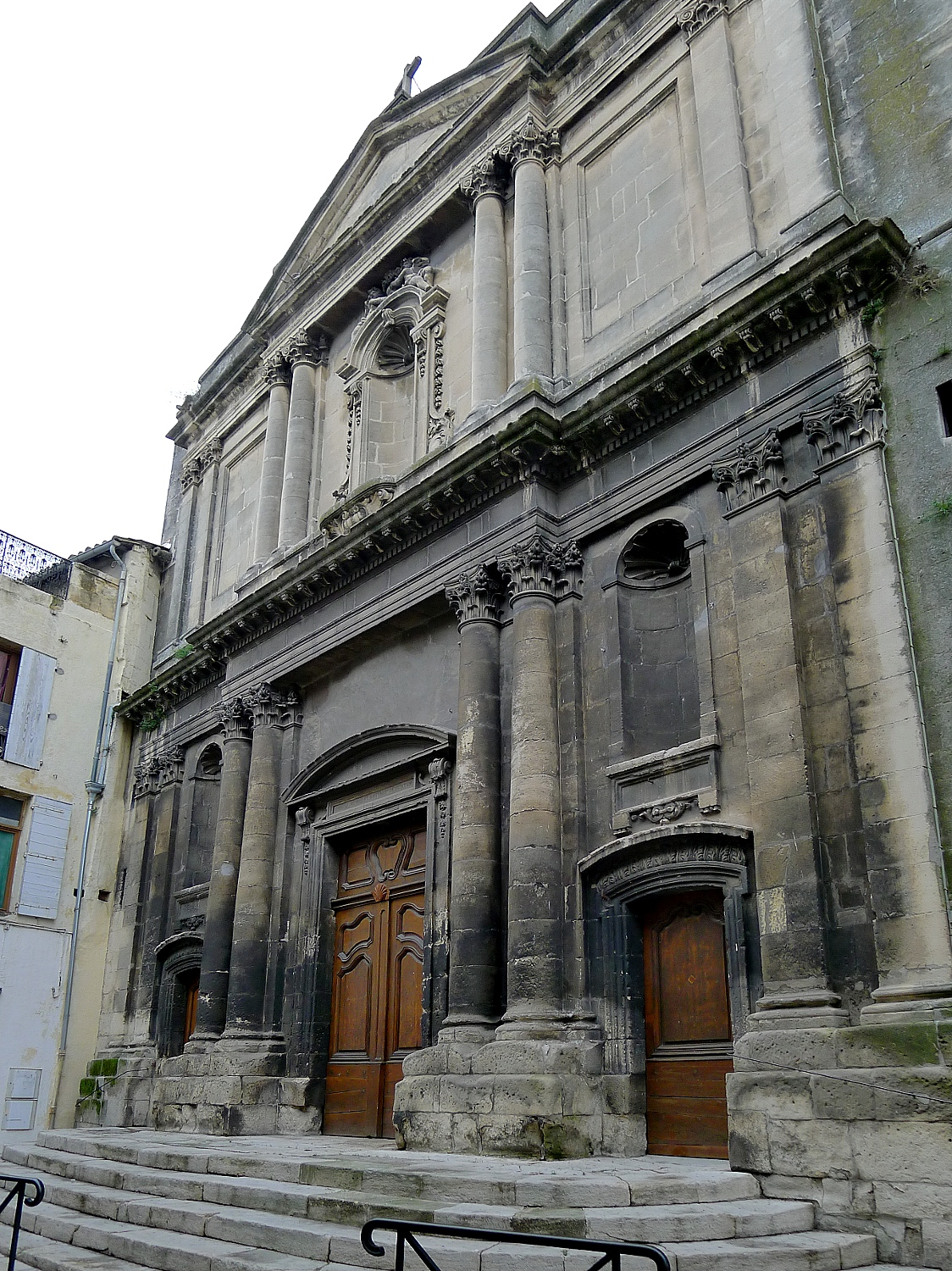
Eglise Saint-Julien in Arles Foto 2011

Aufgrund äußerer und innerer Missstände entwickelte sich der Orden in der Folgezeit zu einem reinen Bettelorden. Der Orden führte das Terminiersystem ein, das ihm und den betreuten Kranken eine finanzielle Absicherung bieten sollte. Für den Unterhalt der Klöster durften die Klosterbrüder nun Almosen sammeln und in den Gassen der Städte und auf dem Land Antoniusschweine frei laufen lassen.
Nach dem Ende des Abendländischen Schismas erschwerte das in Spanien und Italien aufkommende Staatskirchenrecht die Einheit des Ordens. Im Jahr 1418 kam es durch die Annullierung der Wahl von Jean de Montchenu durch Papst Martin V. zu einem dreijährigen Ordensschisma. 1419 sollten unter Androhung der Exkommunikation alle Präzeptoren zu einem Generalkapitel in Florenz zusammenkommen. Dieser Versuch scheiterte, und das Kapitel fand schließlich 1420 in Mailand statt. Dort waren die versammelten Antoniter gezwungen, dem päpstlichen Favoriten Artaud de Grandeval zu huldigen und ihn als einzigen und rechtmäßigen Abt von St-Antoine anzuerkennen. Die Ordensstatuten wurden neu gefasst und verabschiedet. Hauptziel der Reformen war es, den schwindenden Zusammenhalt des Ordens wieder zu stärken. In der Folgezeit entfalteten die Reformen jedoch nur eingeschränkt die vom Papst erhofften Wirkungen.
Durch die Gründung von Antonius-Confraternitäten oder Antoniusgilden erfuhr der Orden eine Belebung. Die Gilden verfolgten den Zweck, den herumziehenden Antonitern Obdach zu gewähren und Gelder für die Präzeptoreien und das Stammkloster zu sammeln. Andererseits verfolgten sie auch karitative Zwecke, indem sie an bestimmten Tagen Almosen an Bedürftige verteilten. Die Antoniusgilden wurden wesentlich durch angesehene Patrizier aus der Umgebung der jeweiligen Klöster geprägt. Im 15. Jahrhundert besaß der Orden mehr als 200 Komtureien und mehr als 370 Krankenhäuser in ganz Europa und im Heiligen Land.
Die Antoniter erhielten Konkurrenz, als Sixtus IV. auch dem Heilig-Geist-Orden erlaubte, Schweine auf Kosten der Allgemeinheit zu halten und daraus Einnahmen zu erzielen. Im weiteren Verlauf des Spätmittelalters führte das steigende Hygienebewusstsein in den Städten dazu, dass die Haltung von Schweinen zunehmend problematisch wurde. Städte wie Lübeck, Bamberg, München oder Würzburg beschränkten die Anzahl der Schweine für die Antoniter. Einige italienische Städte verboten die Tiere ganz. Die lukrativen Einnahmen nahmen ab oder entfielen vollständig.
Um dem inneren und äußeren Verfall des Ordens entgegenzuwirken, wurde 1478 eine umfassende Ordensreform eingeleitet. Im Frühjahr desselben Jahres entstanden 13 neue Statuten. Doch für die Neuordnung und Wiederherstellung des Antoniterordens blieb angesichts der bevorstehenden Reformation nur wenig Zeit.
Die Berichte darüber, dass die Reliquie des hl. Antonius im Jahr 1491 in die Kirche St. Julien nach Arles gebracht wurde, sind widersprüchlich. Adalbert Mischlewski betrachtete dies als widerlegt.

### Neuzeit

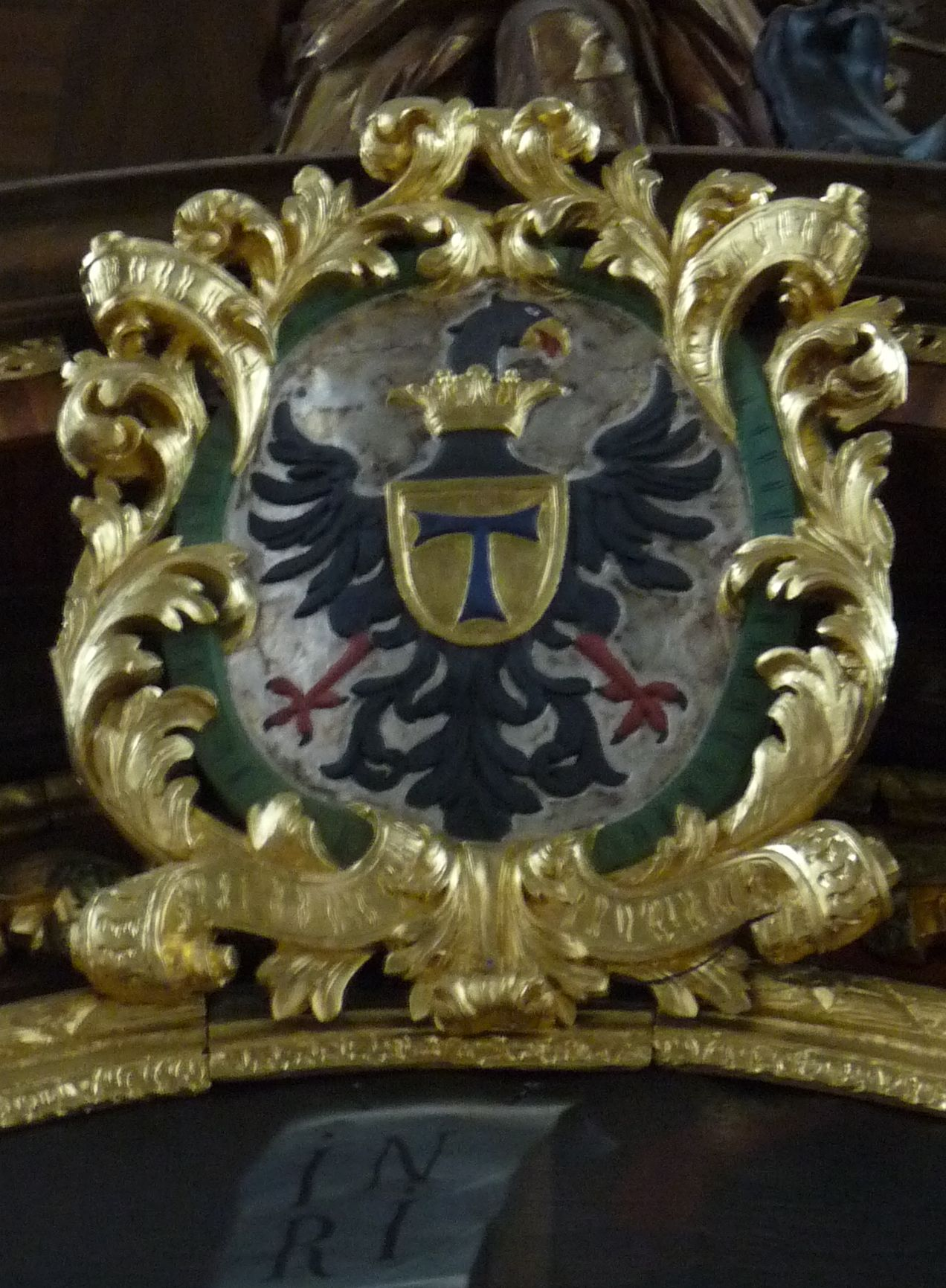
Antoniterwappen am Hochaltar Justinuskirche (Höchst) 2009

1502 verlieh Kaiser Maximilian den Antonitern ein Wappen als Zeichen seiner Anerkennung und Unterstützung. Der Reichsadler mit goldener Krone symbolisierte die königliche Protektion sowie den hohen gesellschaftlichen Status des Ordens. Im Jahr 1514 gründeten die Brüder von Tempzin in Lennewarden (Livland) die letzte Präzeptorei ihres Ordens.
Der Niedergang des Antoniterordens zog sich über mehr als zwei Jahrhunderte hin. Infolge der Reformation und der Hugenottenkriege in Frankreich ging die Bedeutung des Ordens stark zurück. Die personelle Besetzung der einzelnen Niederlassungen war häufig zu gering, um ein geordnetes Klosterleben und eine funktionierende Hospitaltätigkeit sicherzustellen. Zudem waren die Präzeptoreien durch innere Zerwürfnisse, Misswirtschaft und die Vernachlässigung der klösterlichen Pflichten in ihrem Bestand gefährdet.
1534 veröffentlichte der Antoniter Aymar Falco in Lyon die erste Abhandlung über die Historie des Ordens. Als das Konzil von Trient 1546 und 1562 Almosenfahrten allgemein verboten hatte, konnte der Antoniterorden eine Ausnahme für diese erwirken.
Im Jahr 1597 entdeckte die Medizinische Fakultät der Universität Marburg den Zusammenhang zwischen von Mutterkornpilz befallenem Getreide und der Erkrankung an Antoniusfeuer. Im Jahr 1630 hatte Tuillier der Ältere, Leibarzt des Herzogs von Sully in Angers, das Mutterkorn als Ursache für jene Form der Gangrän erkannt, die in der Sologne – einem sumpfigen Gebiet südlich von Orléans – endemisch war. Mit der Entdeckung der Ursache und des Zusammenhangs der zur Erkrankung führte und durch entsprechende Vorsichtsmaßnahmen, verlor der Orden seine Patienten und damit seine Aufgabe. Das Alleinstellungsmerkmal zur Behandlung von Erkrankten wurde bedeutungslos.
1616 wurde mit der Verabschiedung neuer Reformstatuten versucht, den Orden zu reformieren. Das Amt des Präzeptors wurde abgeschafft. An der Spitze der Klöster stand nun ein Superior mit einer dreijährigen Amtszeit. Diese Statuten wurden von den Klöstern außerhalb von Frankreich nicht angenommen worden.
Der Prozess des Niedergangs verlief in den verschiedenen Ländern auf unterschiedliche Weise. In Ungarn zogen sich einige Mönche nach der Auflösung der Antoniterklöster in die Nähe des Wallfahrtsortes von Mátraverebély zurück und lebten dort in Einsiedlerhöhlen. Ihre Anwesenheit lässt sich bis ins 18. Jahrhundert nachweisen.
In der Schweiz wurden sämtliche Klöster während der Reformationszeit säkularisiert und in Deutschland bis Mitte des 16. Jahrhunderts fast alle Niederlassungen des Ordens aufgehoben. Die Klöster gingen in den Besitz der Landesherren über. Ab 1777 wurden die letzten 33 in Deutschland verbliebenen Häuser inkorporiert. Das Kloster in Köln mit seinem 300 Morgen großen Gutshof in Kriel sowie das Kloster in Höchst entzogen sich zunächst dem päpstlichen Dekret. Beide wurden 1803 säkularisiert.
Im Jahr 1536 wurde das einzige Kloster in Dänemark geschlossen und in eine Pfarrkirche umgewandelt. Zwei der dort ansässigen Mönche nahmen nach der Reformation das Amt des lutherischen Priesters an.

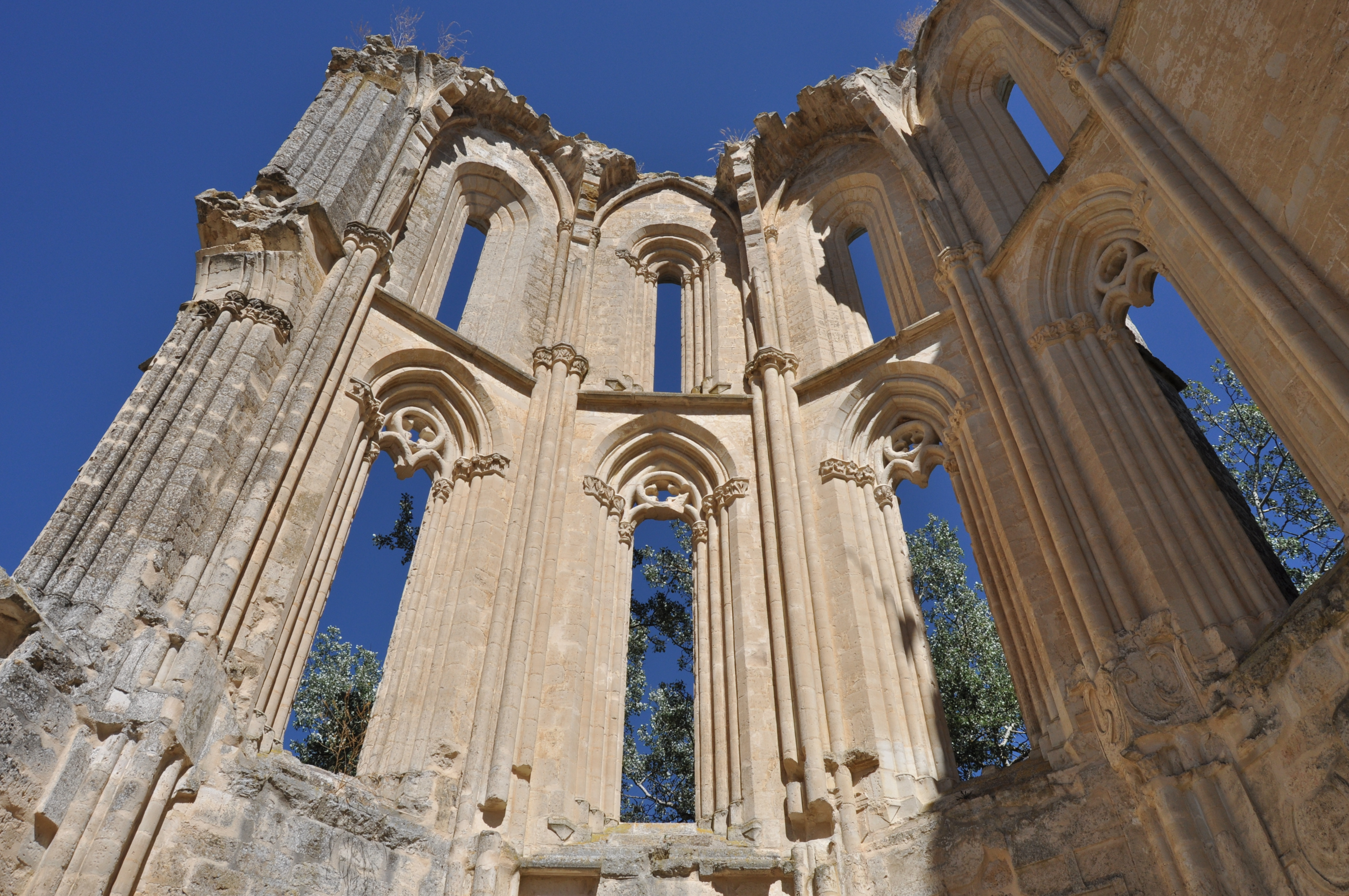
Klosterruine San Anton in Castrojeriz 2016

In Spanien überstanden die Antoniterklöster die Reformationszeit und erlebten ab der zweiten Hälfte des 17. Jahrhunderts eine kleine Renaissance. Sie trennten sich vom Gesamtorden und gaben sich 1731 neue Statuten. Die Mönche trugen auf ihrem Habit ein rotes Tau-Kreuz. In den Hospitälern war es gängige Praxis, amputierte Gliedmaßen an den Toren aufzuhängen. Das Sammeln von Almosen und Naturalien war ebenso üblich wie das Halten von Schweinen auf Kosten der Allgemeinheit. Im Jahr 1562 errichteten Antoniter aus dem Kloster Castrojeriz in Mexiko-Stadt ein neues Kloster und eröffneten ein dazugehöriges Spital. 1787 löste König Carlos III. mit Unterstützung einer päpstlichen Bulle den Orden auf. Carlos IV. erlaubte den Alt-Antonitern zur Sicherung ihrer Existenz weiterhin das Halten von Antoniusschweinen. Diese Praxis hielt sich in einigen Gegenden bis ins 20. Jahrhundert. Diese wurden am Antoniustag für die Allgemeinheit verlost. Im Jahr 1791 wurden die meisten Klöster aufgelöst, während die Spitäler in die Verwaltung der örtlichen Städte und Gemeinden übergingen.
Im Jahr 1768 untersagte ein königliches Dekret von Ludwig XV. den französischen Klöstern, Novizen und Ausländer in ihre Reihen aufzunehmen, was den Orden mit seinen verbliebenen Niederlassungen besonders hart traf. Papst Pius VI. verfügte am 17. Dezember 1776 die Aufnahme der Antoniter in den Malteserorden. Bereits 1774 hatte das Generalkapitel der Antoniter der Inkorporation zugestimmt. Im Revolutionsjahr 1789 gab es noch 66 Antoniter in Frankreich. Drei von ihnen leisteten den Eid auf die Zivilverfassung des Klerus. Die übrigen Brüder wurden entweder verbannt oder inhaftiert. Einige von ihnen starben in den Gefängnissen, andere wurden erschossen oder guillotiniert.
Der Verbleib der Reliquie des hl. Antonius ist schwer nachzuvollziehen. Während der Reformation und der Hugenottenkriege wurden viele Reliquien und deren kostbare Schreine zerstreut oder zerstört, so auch der Antoniusschrein in St.-Antoine. Partikel der Reliquie sollen sich unter anderem in Echternach, Köln (Arm- und Bartreliquie) und Florenz befinden. Im Jahr 2017 wurde in Anwesenheit des Bischofs von Grenoble, Guy de Kerimel, dem im Jahr 1648 neu gestifteten Reliquienschrein in St.-Antoine ein Fußknochen entnommen, um den Neubau der Residenz des rumänisch-orthodoxen Patriarchen in Bukarest zu fördern. Die Mönche des Antoniusklosters in Ägypten sind hingegen fest davon überzeugt, dass die sterblichen Überreste ihres Heiligen nach wie vor an ihrem ursprünglichen Bestattungsort ruhen.

## Aufgaben und Organisation des Ordens

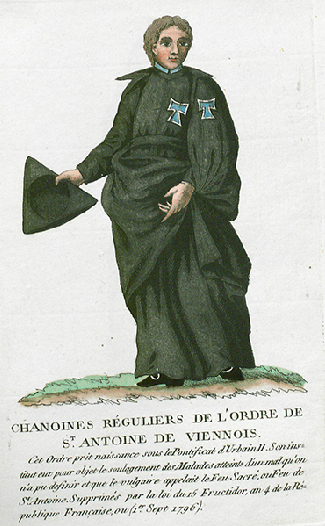
Antoniter im Habit, Philippe Joseph Maillart 1811

### Aufgaben
Die Aufgabe des Ordens war in erster Linie die Pflege und Behandlung am Antoniusfeuer (auch Kriebelkrankheit) Erkrankter, einer im Mittelalter in Europa weit verbreiteten Krankheit, die durch den Genuss von mutterkornverseuchtem Brot verursacht wurde. Dafür richteten sie spezialisierte Hospize ein. Die Erkrankten erhielten eine dem Ordenskleid ähnliche Tracht, mit der sie quasi den Status von Ordensleuten annahmen. Im Weiteren gehörte die Fürsorge von Armen, die Versorgung von Pilgern, Obdachlosen und Waisen zu ihren Aufgaben.

### Organisation

#### Ämter
Der Abt von Saint-Antoine stand seit 1297 an der Spitze des Ordens. Ihm oblag die oberste Gewalt über alle Generalpräzeptoreien und Präzeptoreien. Nach dem Abt folgte im Mutterkloster das Amt des Priors, dem die Hausleitung oblag. Ihm unterstellt war der Cellerar, dem die Verwaltung für die Verteilung der Lebensmittel an die Klosterangehörigen und Armen sowie der Almosen oblag. Der Abt berief die Generalpräzeptoren, den Prior und den Cellerar. Der Abt wurde durch vier Berater (Diffinitoren) unterstützt. Er war verpflichtet, ihre Meinungen vor der Gründung neuer Präzeptoreien, der Veräußerungen von Gütern, bei größeren Erwerbungen oder andere wichtige Angelegenheiten einzuholen. Zur Aufnahme neuer Brüder in den auswärtigen Präzeptoreien bedurfte es der Zustimmung des Abtes.
Ab 1477 übertrugen die reformierten Ordensstatuten die ganze Macht über die einzelnen Präzeptoreien den Präzeptoren. Gleichzeitig kamen sie in den Genuss der Pfründe der Präzeptoreien.

#### Wahl des Abtes
Der Abt wird nach der Wahl durch den Konvent des Mutterklosters vom Papst ernannt. Seine Amtszeit war auf Lebenszeit.

#### Aufgaben und Pflichten
Die Zuständigkeiten für die Aufgaben und Pflichten innerhalb des Ordens waren klar geregelt. Die Ordens-Priester betreuten die Pilger und waren zuständig für den Chordienst sowie für die geistliche Begleitung der Kranken. Die Laienbruder waren für die Krankenfürsorge verantwortlich und die Konversen verrichteten alle anderen einfachen Arbeiten im Kloster.

#### Kapitel
Jährlich wurde ein Generalkapitel am 17. Januar, dem Gedenktag des hl. Antonius, einberufen. Aufgrund der beschwerlichen winterlichen Anreise wurde das Generalkapitel später dann an Himmelfahrt zusammengerufen. Alle Präzeptoren, die weniger als 10 Tagereisen von der Abtei entfernt wohnten, waren verpflichtet, in Saint-Antoine zu erscheinen. Die weiter entfernt wohnenden Präzeptoren mussten alle 3 Jahre erscheinen. Bei der Zusammenkunft wurden unter anderem Entscheidungen gefällt wie die Ernennung von Präzeptoren, die Aufnahme neuer Brüder oder finanzielle und verwaltungsmäßige Angelegenheiten.

### Gliederung
Der Orden war dem Apostolischen Stuhl direkt unterstellt und zentralistisch aufgebaut. Dem Abt unterstanden 43 Generalpräzeptoreien. Denen wiederum unterstellt waren die 370 Präzeptoreien (Klöster) mit ihren Höfen und den angeschlossenen Hospizen in allen Ländern. Die Präzeptoreien wurden nach dem Vorbild der Ritterorden in Balleien untergliedert. Die Balleien waren verpachtete Sammelbezirke, deren jeweiliger Mittelpunkt ein gemietetes Terminierhaus war.

### Habit
Seit 1297 tragen alle Mitglieder im Chordienst Kanonikerkleidung (Rochett und Mozetta) und zu Ehren des hl. Antonius das Tau-Zeichen (Potentia - Antoniuskreuz). Die Kleidung war einfach. Sie setzte sich aus einem schwarzen weiten Talar mit großer Kapuze und einem am Hals mit einer Agraffe geschlossenen Mantel zusammen. Beide Kleidungsstücke waren auf der linken Seite mit dem Ordenszeichen versehen.

### Liste der Vorsteher der Gemeinschaft und Großmeister von Saint-Antoine
- 1. Gaston (Lord von Valloire, Gründer des House of Alms) 1095–1120
- 2. Stephan † 1131
- 3. Nanthelm de Soffred † um 1160
- 4. Guillaume le Roux (Gulielmus Rufus) † 1181
- 5. Peter Soffed † um 1202
- 6. Bruno von Sens
- 7. Falko I. (Ordenserweiterung nach Ungarn und Akkon)
- 8. Stephan II. ca. 1233–1242
- 9. Falko Matthionis † 1254
- 10. Wilhelm Soffred (Ordenserweiterung nach England)
- 11. Pontius Rufus (Ponce Le Roux)
- 12. Jocelin de La Tour
- 13. Wilhelm von Parnans
- 14. Wilhelm des Bons
- 15. Wilhelm Daniel Rufus † 1272 oder 1273
- 16. Stephan III. (Trat schnell nach seiner Wahl zurück.)
- 17. Aymon de Montagny 1273-1316 (Gouverneur der Dauphiné, erreichte 1297 die Autonomie des Ordens und wurde erster Abt.)[28]

### Liste der Äbte
- 2. Ponce de Layrac (1316-1328)
- 3. Wilhelm Mitte (1328–1342) (Sohn von Bertrand Mitte, Marschall der Dauphiné)
- 4. Pierre Loubet (1342–1369) (Er unterzeichnet die Abtretungsurkunde der Dauphiné an Frankreich)
- 5. Ponce Mitte (1369–1374) (Neffe von Guillaume Mitte, baute das große Refektorium in Saint-Antoine)
- 6. Bertrand Mitte (1374–1389) (Neffe von Ponce Mitte)
- 7. Gérenton de Châteauneuf (1389–1407)
- 8. Hugues de Châteauneuf (1407–1418) (Stammt aus der gleichen Familie wie Gérenton de Châteauneuf.)
- 9. Falque de Montchenu (1418-1418) (Die Wahl des jüngeren Bruders Jean de Montchenu zum Nachfolger wurde von Papst Martin V. annulliert und führte zum Ordensschisma.)
- 10. Arthaud de Grandval (1418–1427)
- 11. Jean de Polley (1427–1438)
- 12. Humbert de Brion (1438–1459)
- 13. Antoine de Brion (Vom Orden gewählt und von Papst Pius II. abgesetzt.) und Benoit de Montferrand (1460-1470) (Vom Papst ernannt.)
- 14. Jean Joguet (1470–1482) (Von Papst Sixtus IV. ernannt. Er reformierte die Verfassung des Ordens.)
- 15. Antoine de Brion (1482–1490) (Er wurde 1459 zum Abt von Saint-Antoine gewählt und durch Papst Julius II. ersetzt worden. Beginn des Streits mit der Abtei Montmajour über die Reliquien des Heiligen Antonius.)

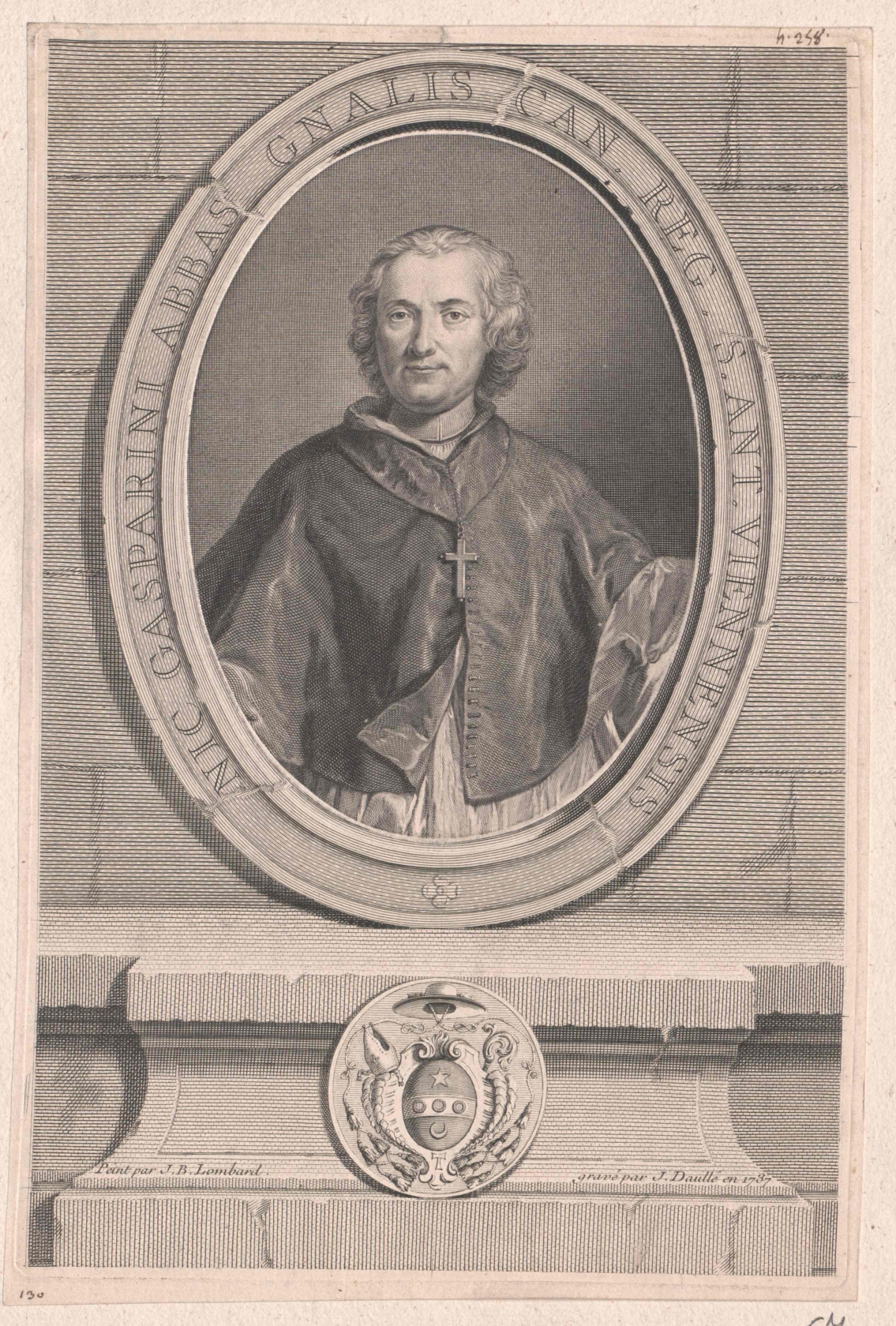
Nicolas Gasparini (1679-1747), Abbé de Saint-Antoine-en-Viennois (1732–1747)

- 16. Antoine de Roquemaure (1490–1493)
- 17. Pierre de l´Aire (1493–1495)
- 18. Theodor de Saint-Chamond (1495–1526) (Er beendete den Streit um die Reliquien des Heiligen Antonius.)
- 19. Antonie de Langeac (1526–1537) (Innerer Streit, verließ die Abtei nach 2 Jahren.)
- 20. Jaques de Joyeuse (1537–1542) (Blieb Domdekan von Puy und war selten in der Abtei anwesend.)
- 21. Francois von Tournon (1542–1562) und François de Langeac (1551-1562), Co-Abt mit François de Tournon
- 22. Louis de Langeac (1562–1597)
- 23. Antoine Tolosain (1597–1615)
- 24. François de Marchier, Antoine Brunel de Gramont (1615–1635) (Versucht die Bestätigung einer mit Nichtigkeit behafteten Wahl zu erhalten.)
- 25. Jean Chastain (1636–1645)
- 26. Jean Rasse (1645–1673)
- 27. Claude Sup (1676–1678) (Intrigen verhindern die regulären Wahlen für 28 Monate.)
- 28. Antoine Payn La Jasse (1678–1687)
- 29. Georg Paul de Maulevrier Langeron (1688–1700) (Er muss nach einem Urteil des Bischofs von Grenoble zurücktreten.)
- 30. Jean Danthon (1702–1732)
- 31. Nikolaus Gasparini (1732–1747)
- 32. Stephan Galland (1747–1769)
- 33. Jean-Marie Navarre (1769–1775) (Letzter Abt, Verhaftung und ins Gefängnis nach Grenoble gebracht.)

## Questplanung
Es entwickelte sich der Brauch, umherziehende Antonitermönche, sogenannte Almosenbitter (Antoniusbote), in die Dörfer und Städte zu senden. Diese führten auch Reliquien des hl. Antonius mit sich. Die Sammelfahrten, Quest genannt, erreichten jährlich nahezu alle Pfarreien Europas und bildeten mit zwei Dritteln der Gesamteinnahmen die wichtigste Finanzquelle des Ordens. Im Spätmittelalter waren diese Almosenfahrten straff organisiert und zentral gelenkt. Zur weiteren Optimierung wurden Laienschwestern und -brüder angeworben, die sich zu festgelegten Abgaben verpflichteten und dem Orden so berechenbare Einnahmen garantierten. Die Namen der Laien und die Höhe ihrer Abgaben wurden in sogenannten Terminierbüchern verzeichnet, in einer gesonderten Rubrik auch die verstorbener Laien. Der Antoniusbote plante seine Quest auf Grundlage dieser Bücher. Diese Terminierbücher dienten als eine Art „Reiseführer“, Gedächtnisstütze und Ratgeber für nachfolgende Antoniusboten. Sie enthielten unter anderem Ortsnamen, Hinweise zu Geschenken für Ortspfarrer sowie Reiserouten. Darüber hinaus wurde ein zentralisiertes Registrierungssystem eingeführt, das den jährlichen Austausch von materiellen und ideellen Gütern dokumentierte. Personen, die einmal in diesen Terminbüchern verzeichnet waren, wurden ein Leben lang nach Allerheiligen von den Antoniusboten besucht. In Not- oder Dürrejahren wurde die Sammelerlaubnis nur selten von einigen Bischöfen verweigert.
Der Antoniusbote wurde in den Gemeinden mit einer Predigt empfangen und sammelte anschließend Gaben von der Dorf- und Stadtbevölkerung ein, die aus Münzen oder haltbaren Lebensmitteln bestanden. Um das Problem der Haltbarkeit von Lebensmitteln zu umgehen, nahm der Orden auch lebende Ferkel als Spenden an. Es war üblich, dass Menschen, die kein Geld spenden konnten und wenig besaßen, ein Ferkel stifteten. Diese Ferkel wurden mit einem Glöckchen am Hals oder am Ohr als Eigentum des Ordens gekennzeichnet. Der Orden hatte das Recht, seine Schweine frei in den Gassen der Städte oder im Gemeindewald der Dörfer laufen zu lassen und von der Allgemeinheit „durchfüttern“ zu lassen.
Am Antoniustag, dem 17. Januar, wurden einige dieser Schweine geschlachtet, und das Fleisch wurde an Arme oder Erkrankte in den Hospizen verteilt, um das Vorbild des hl. Antonius zu ehren. Der Großteil der Schweine wurde jedoch verkauft, und der Erlös verblieb zunehmend in den umliegenden Präzeptoreien des Sammelbezirkes, da die Klöster immer unabhängiger wurden. Das Verhältnis von Geben und Nehmen war unausgewogen, beruhte jedoch auf Freiwilligkeit. Die hohen Einnahmen standen oft im Gegensatz zu den Ausgaben für die wenigen Erkrankten, die versorgt werden mussten. In den Hospizen wurden selten mehr als zehn Erkrankte aufgenommen, deren Anwesenheit zunehmend symbolischen Charakter hatte.
Sebald Beham (1500–1550), ein Nürnberger Maler und Grafiker, drückte in einem illustrierten Vers die Skepsis seiner Zeitgenossen gegenüber den aufdringlichen Sammlungen der Antoniter aus:
Anthoni herrn man dise nendt / in alle landt man sie wol kendt / das macht ir stettes terminiren / das arm volck sie schentlich verfüren / mit trauung sanct Anthoni peyn / bettlen sehr / auch lerns ire schweyn / schwarz / darauff blaw creutz ist ir kleyt / sind all buben schwer ich eyn eyd.

## Attribute

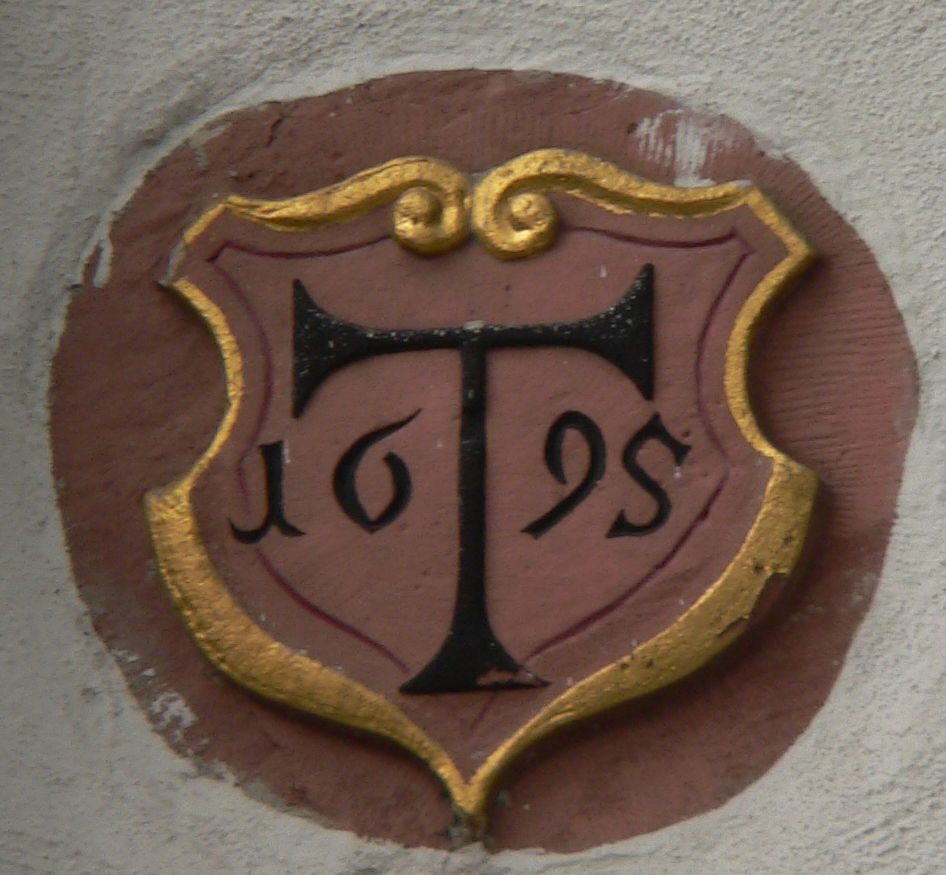
Antoniterkreuz im Antoniterkloster Höchst 2006
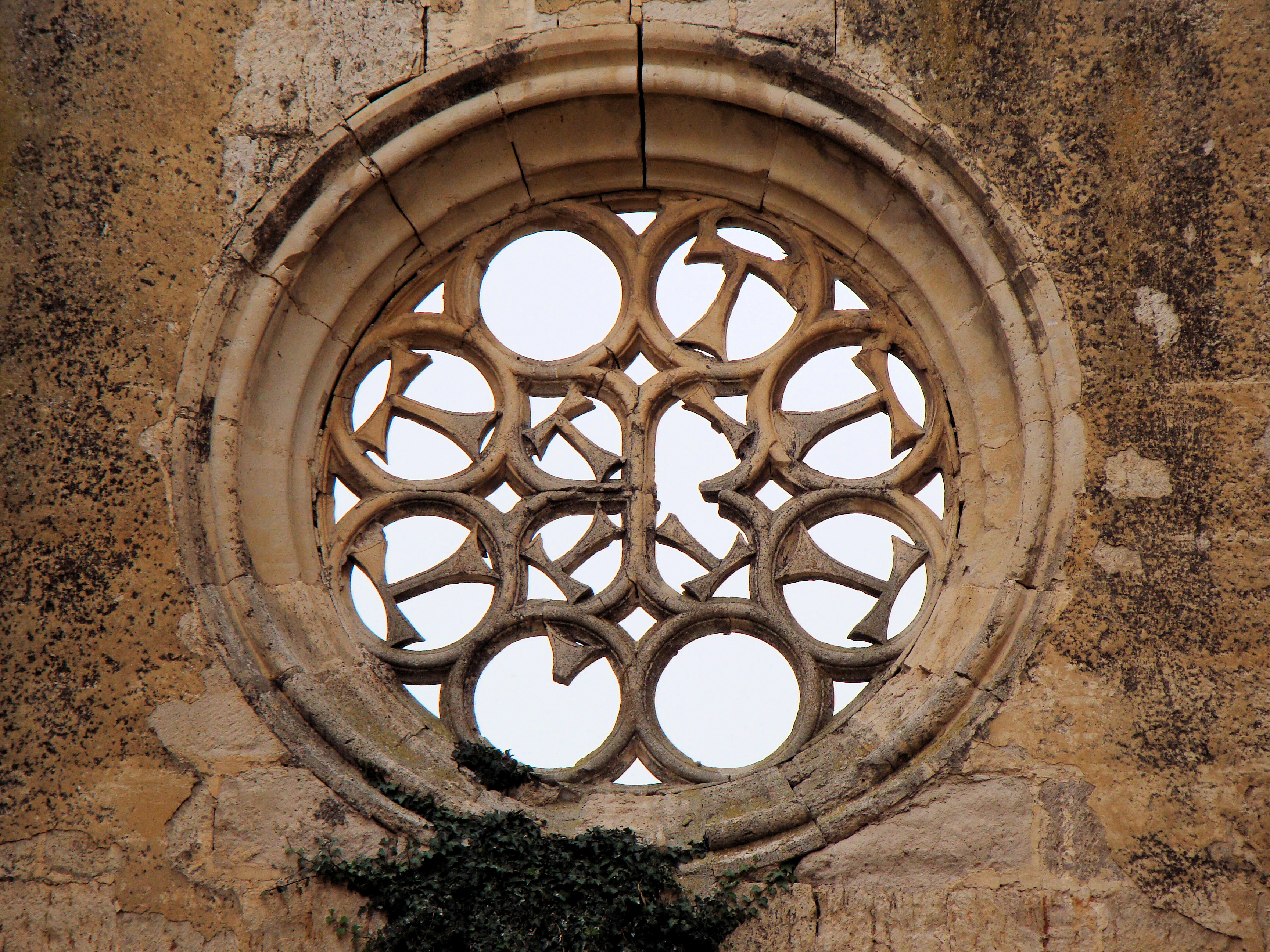
Antoniterkreuze in gotischer Fensterrose des Klosters San Anton de Castrojeriz 2011
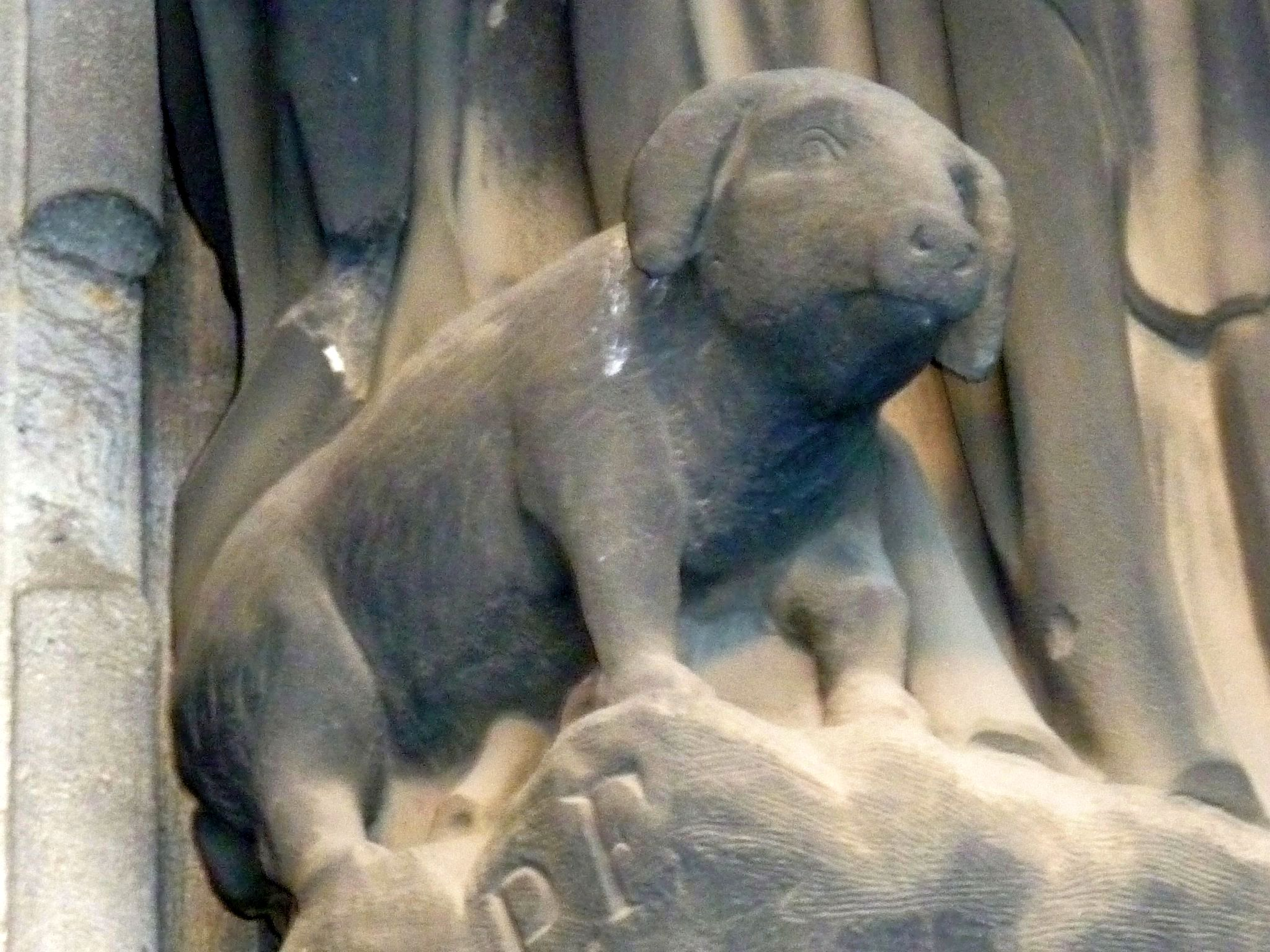
Antoniterschwein, Kölner Dom, Nordportal 2014
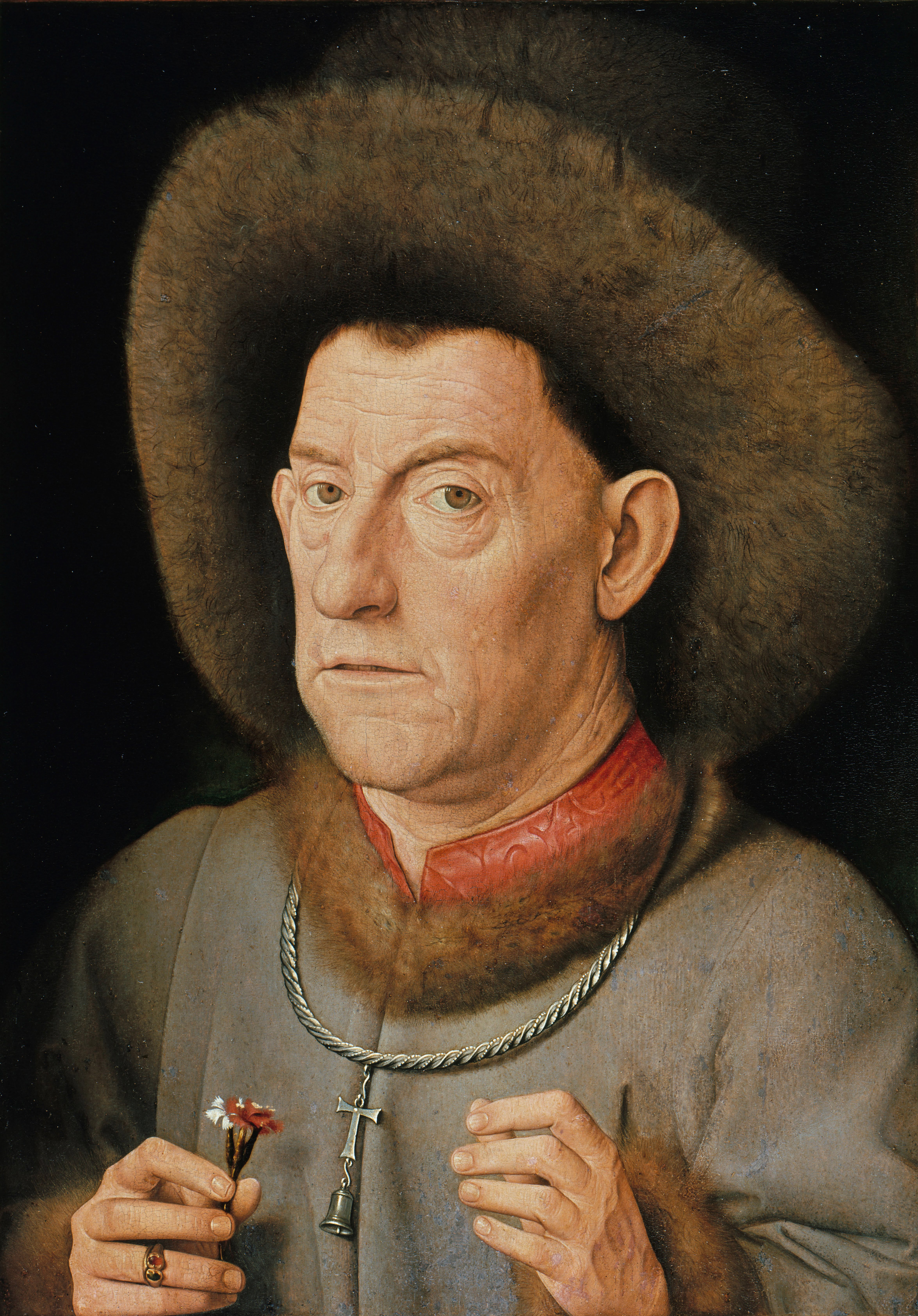
Jan van Eyck, Porträt eines Mannes mit Nelke etwa 1436

Das Ordenszeichen der Antoniter war ein blaues Antoniuskreuz, an dem ein Glöckchen herabhing. Das Tau symbolisierte möglicherweise eine stilisierte Krücke. In der mittelalterlichen Deutung stand es für die Erwählung durch Gott und seinen Schutz.
Heute ist vor allem das sogenannte Antoniterschwein bekannt. Die Antoniter erhielten von der Bevölkerung Ferkel als Spenden, denen sie eine Glocke umhängten, um sie von den Schweinen der Metzger, Bäcker und Müller zu unterscheiden. Zudem wurde das Tau als Erkennungszeichen auf die Haut der Ferkel eingebrannt. Diese Schweine wurden in die Bettelgebiete des Ordens gebracht und dort von der Bevölkerung über das Jahr hinweg gefüttert. Im Herbst holten die Antoniter die inzwischen schlachtreifen Schweine ab, um sie für das Kloster zu schlachten.
Ein weiteres „Markenzeichen“ der Antoniter war die Antoniusglocke. Die Antoniusbote kündigten bei ihren Almosenfahrten durch die Sammelgebiete (Balleien) ihr Kommen mit diesen Glocken an. Darüber hinaus ertönte die Glocke, wenn ein Patient isoliert untergebracht werden musste. Der Pfleger gab mit dem Glöckchen ein Signal, damit sich die Menschen wegen der hohen Ansteckungsgefahr von dem Erkrankten fernhielten.

## Behandlungs- und Pflegekonzept

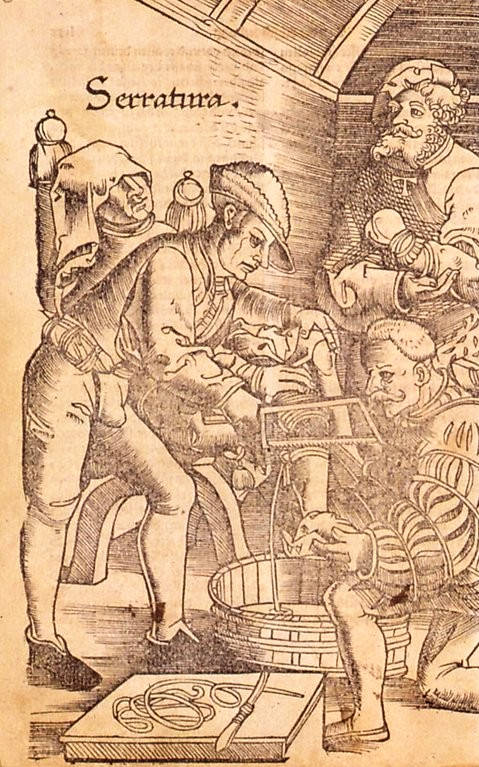
Amputation eines Beines durch den Chirurgen Hans von Gersdorff, Antonins-Krankenhaus, Straßburg 1527

Die Hospitäler der Antoniter waren eine frühe Form spezialisierter Krankenhäuser. In jedem Hospiz wurde ein „Vorzeigekranker“ untergebracht. Nach dem Empfang der an Mutterkorn Erkrankten folgte eine kostenlose öffentliche Untersuchung durch einen eigenen Wundarzt mit einer anschließenden Diagnose. Wurden die Kranken aufgenommen, mussten sie sich den strengen Ordensregeln unterwerfen wie Gehorsamkeit, ewige Keuschheit und Verpflichtung zum Gebet (zwölf Vaterunser und zwölf Ave Maria pro Tag). Behandelt wurde nach dem Prinzip: Glaube durch Heilung und Heilung durch Glaube. Nach der Untersuchung wurden die Erkrankten nach Pflegekriterien sortiert. Die anschließende Therapie umfasste einen medizinischen Teil unter der Verwendung von Kräutertränken und Salben. Diese konnten sich je nach Region und Kloster unterscheiden. Die Behandlungen gingen häufig mit einem religiösen Ritual wie z. B. der Anrufung des hl. Antonius vor dem Altar, einem Bildnis oder einer Statue des Heiligen sowie der Verwendung von Saint-Vinage (auch Antoniuswein) einher. Dabei handelt es sich um einen Heiltrank auf der Basis von Wein und 14 Kräutern, in den die Reliquien des hl. Antonius zu Christi Himmelfahrt getaucht wurden. Der Trank hatte harntreibende sowie entgiftende, gefäßerweiternde und schmerzstillende Eigenschaften. Im Weiteren wurde ein entzündungshemmender Kräuterbalsam (Antoniusbalsam) von den Mönchen hergestellt. Die Salben wurden oft in der Nähe von Reliquien des hl. Antonius geweiht, bevor sie an Patienten verabreicht wurden. Darüber hinaus diente der gezielte Einsatz von Kunst, insbesondere durch speziell angefertigte Altäre, als unterstützendes Mittel zur Behandlung. Diese Kombination aus praktischer Medizin, künstlerischer Darstellung und spiritueller Praxis war einzigartig. All diese Maßnahmen gingen mit hoher Hygiene in den Hospitälern sowie einer guten Qualität der ausgereichten Lebensmittel, insbesondere von Weizenbrot, einher.
Ab 1400 wurden in den Hospitälern auch chirurgische Eingriffe bei Ergotismus gangraenosus, der auch als Brandseuche bekannt ist, durchgeführt. Diese Form der Krankheit zeichnete sich durch eine Verengung der Blutgefäße und eine beeinträchtigte Blutzirkulation aus. In extremen Fällen konnte es zu einem vollständigen Stillstand der Durchblutung, toxischen Gewebsnekrosen und dem Verlust von Gliedmaßen kommen. In den meisten Fällen blieb als letzte Möglichkeit nur die Amputation der betroffenen Gliedmaßen, wenn die Behandlung mit Antoniuswein keine nachhaltige Wirkung zeigte.
Der Wundarzt und Feldscher Hans von Gersdorff, der am Antonienhof Straßburg tätig war, erlangte durch sein Geschick großes Ansehen in dieser Zeit. Er warnte vor der unvorsichtigen Verabreichung von „Schlaftränken“ (Narkosemitteln), da solche Betäubungsversuche offenbar oft das gewünschte Maß überschritten. Aufgenommene Patienten konnten ihr Leben lang im Hospital bleiben und wurden dort versorgt. Arbeitsfähige Patienten wurden beispielsweise als Boten für die Hospitäler eingesetzt. Die amputierten Gliedmaßen wurden öffentlich zur Schau gestellt.
Unter Historikern wird die Frage kontrovers diskutiert, ob nur am Ergotismus Erkrankte Aufnahme in den Spitälern fanden oder auch andere Krankheiten behandelt wurden. Der französische Medizinhistoriker Ernest Wickersheimer berichtet beispielsweise von Verwundeten, die nach der Schlacht bei St. Jakob an der Birs im Jahr 1444 in das Kloster nach Isenheim gebracht wurden. Ihre Kriegsverletzungen hatten sich entzündet und waren brandig geworden. Wickersheimer weist darauf hin, dass auch solche Wunden unter den Begriff Antoniusfeuer fielen. Reiner Marquard verweist darauf, dass je nach Standort, Größe und Funktion des Spitals mitunter auch ein Leprosenhaus, z. B. für die Behandlung von Pesterkrankten, angeschlossen war.
Im Spätmittelalter fasste man unter dem Begriff Antoniusfeuer verschiedene Arten von Gangränen zusammen, wie beispielsweise Wundbrand, Altersbrand oder ulcerösen Syphilis.

## Abwesenheit antonitischer Theologie und eremitischer Praxis
Die Antoniter vereinten die Funktionen eines Hospitalordens, einer Bruderschaft und eines Chorherrenordens in einzigartiger Weise. Anders als die Dominikaner oder Franziskaner entwickelten sie keine eigenständige und systematisch ausgearbeitete Theologie, sondern konzentrierten sich auf die praktische Arbeit. Insbesondere nutzten sie Bildmedien, Predigten und liturgische Texte, um ihre Leitideen zu verdeutlichen und ihre Bedeutung zu untermauern.
Ein eremitisches oder asketisches Leben spielte bei den Antonitern keine nennenswerte Rolle. Im Gegensatz zu Orden wie den Kartäusern lebten die Antoniter in Gemeinschaften. Historische Quellen zu diesem Thema sind bisher kaum oder nicht bekannt.

## Antoniter-Klöster im Heiligen Römischen Reich (HRR) (Auswahl)

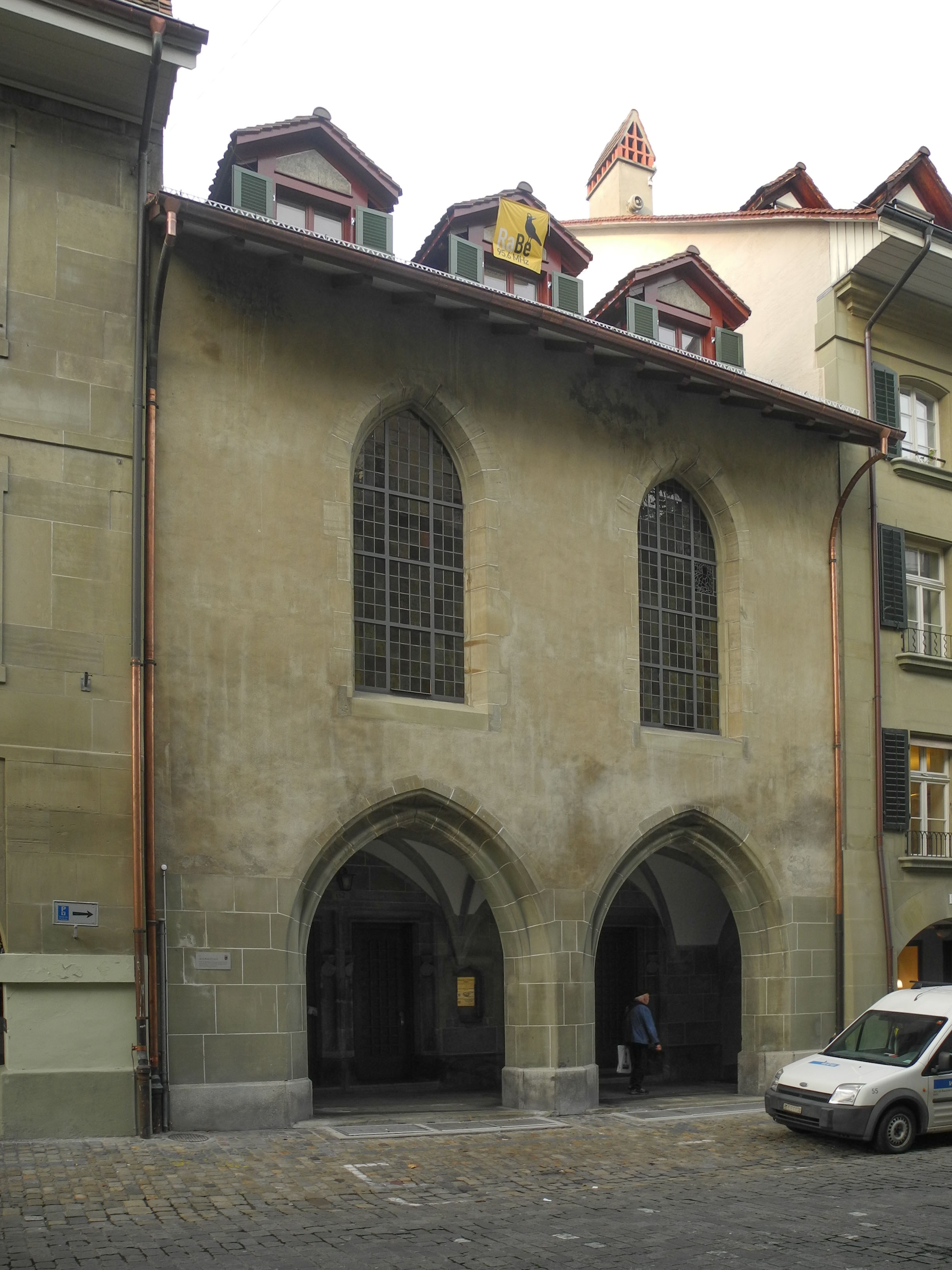
Antoniterkirche (Bern) 2014
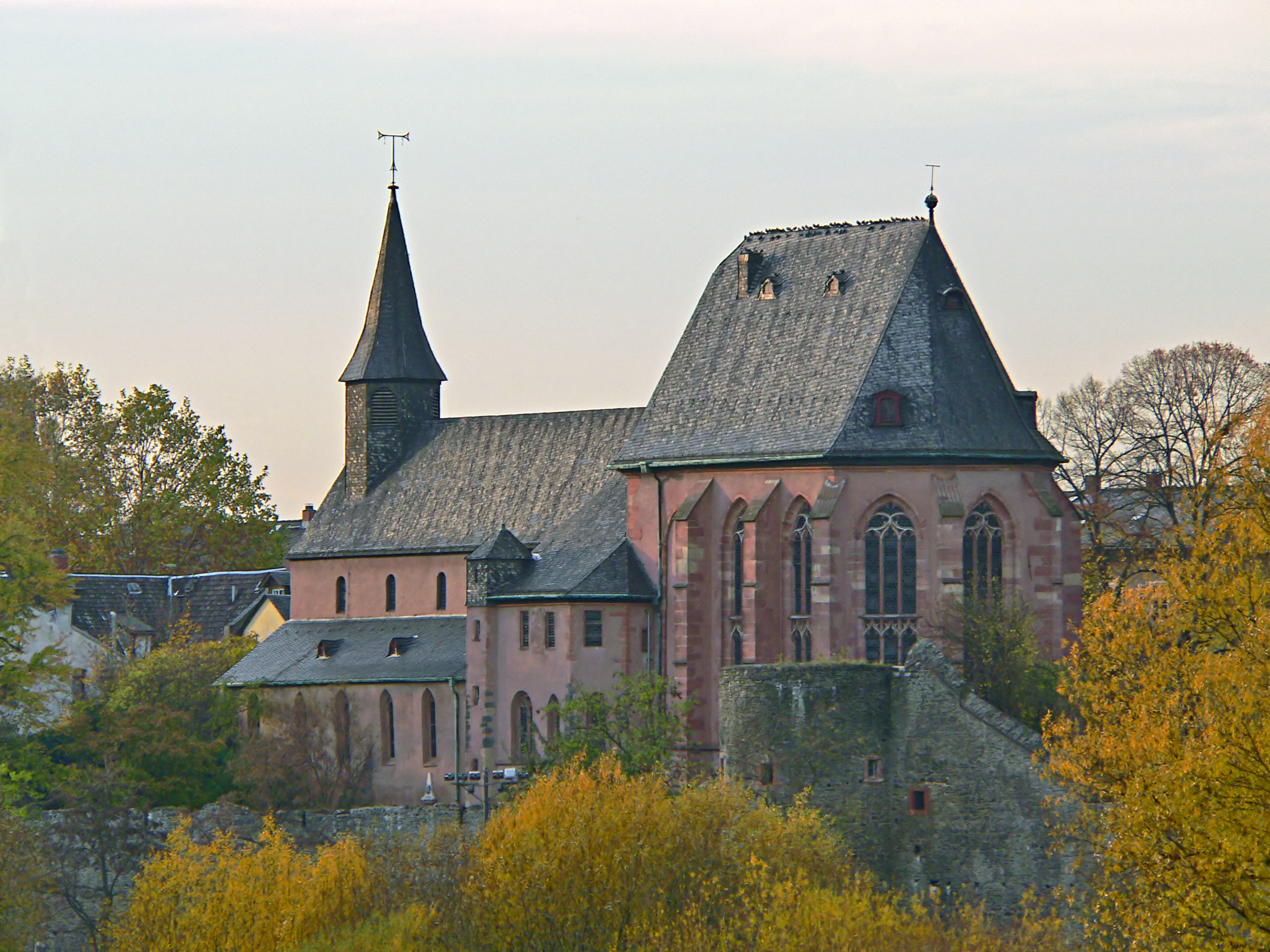
Justinuskirche (Höchst) 2006
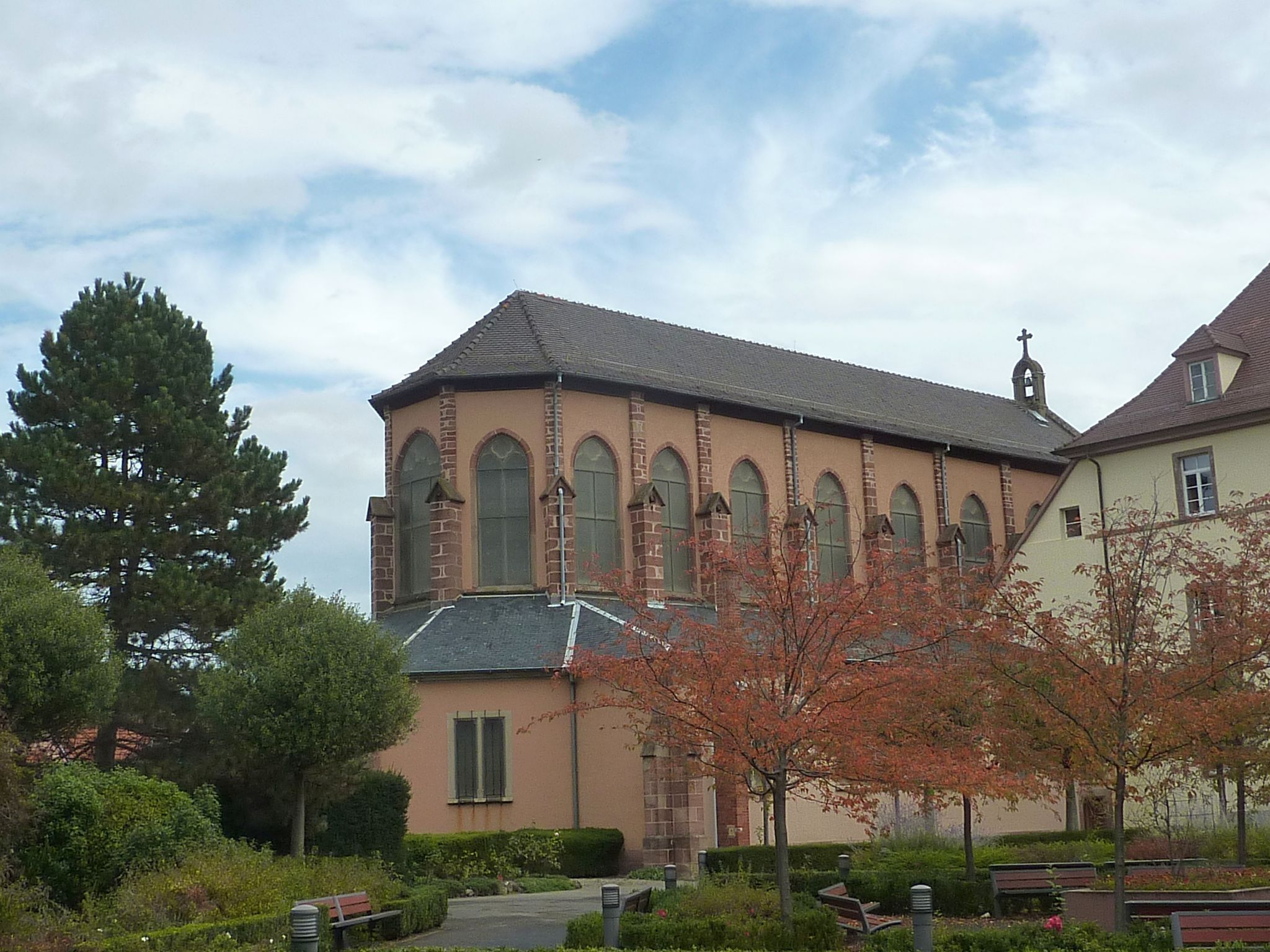
Antoniterkloster Issenheim 2015
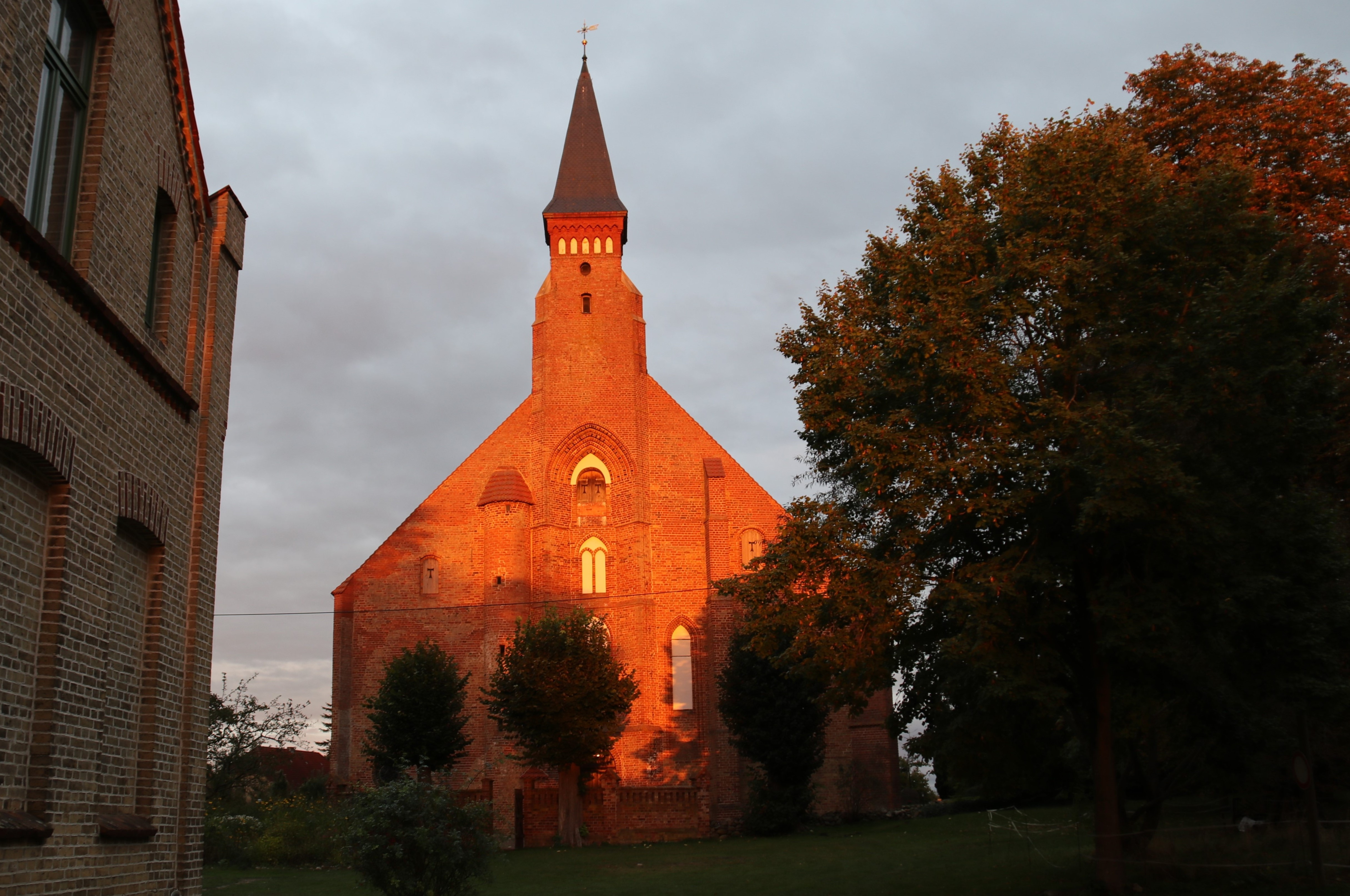
St.-Antonius-Kloster Tempzin 2024

Eine der ersten Niederlassungen der Antoniter im HRR war 1214 Memmingen. Hier befindet sich heute auch das Antoniter-Museum, das der Geschichte des Ordens und seiner Wirkungsgeschichte gewidmet ist. Weitere Klöster:
- um 1190 Roßdorf, seit 1441 in Höchst am Main (Justinuskirche, Antoniterkloster Höchst)
- 1193 Grünberg (Hessen), Antoniterkloster Grünberg,
- 1222 Tempzin in Mecklenburg (Tochtergründung von Grünberg) mit dem Haus der Antoniter (Wismar)
- Mitte 13. Jh. Antoniterkloster Issenheim, Isenheim (Elsass)
- um 1280 Bern, Haus Bern
- 1287 Oppenheim, St. Antoni Oppenheim, bereits vor der Reformation aufgegeben
- um 1290 Freiburg im Breisgau
- 1315 Prettin, Haus Lichtenbergk
- 1384 Köln, Antoniterkirche (Köln)
- 14. Jahrhundert Antoniterkapelle (Mainz)
- 1391 Mohrkirch, Schleswig-Holstein (Tochtergründung von Tempzin)
- 1393 Nördlingen, Antoniterkloster Nördlingen
- 1426 Antoniterkloster Bedburg-Hau bei Cleve bis 1535
- 1434 Würzburg, Antoniterkloster Würzburg
- 1444 Regensburg
- 1454 Bamberg, Antoniterkloster Bamberg
- 1456 Nimburg
- 1490 Eicha
- 1492/93 Arolsen, Kloster Aroldessen

## Rezeption in der Kunst
Die Versuchungen des heiligen Antonius sowie Darstellungen zum Antoniusfeuer sind seit dem späten Mittelalter zu einem häufigen dargestellten Motiv in der Kunst geworden. Zunächst vor allem in der Malerei und Bildhauerkunst vertreten, fanden sie ab dem 18. Jahrhundert auch in der Literatur, Musik, im Theater und gelegentlich im Film ihren Platz. Unmittelbare Darstellungen oder literarische Werke zu den Antonitern und ihrem Klosterleben sind hingegen eher selten.

### Bildende Kunst

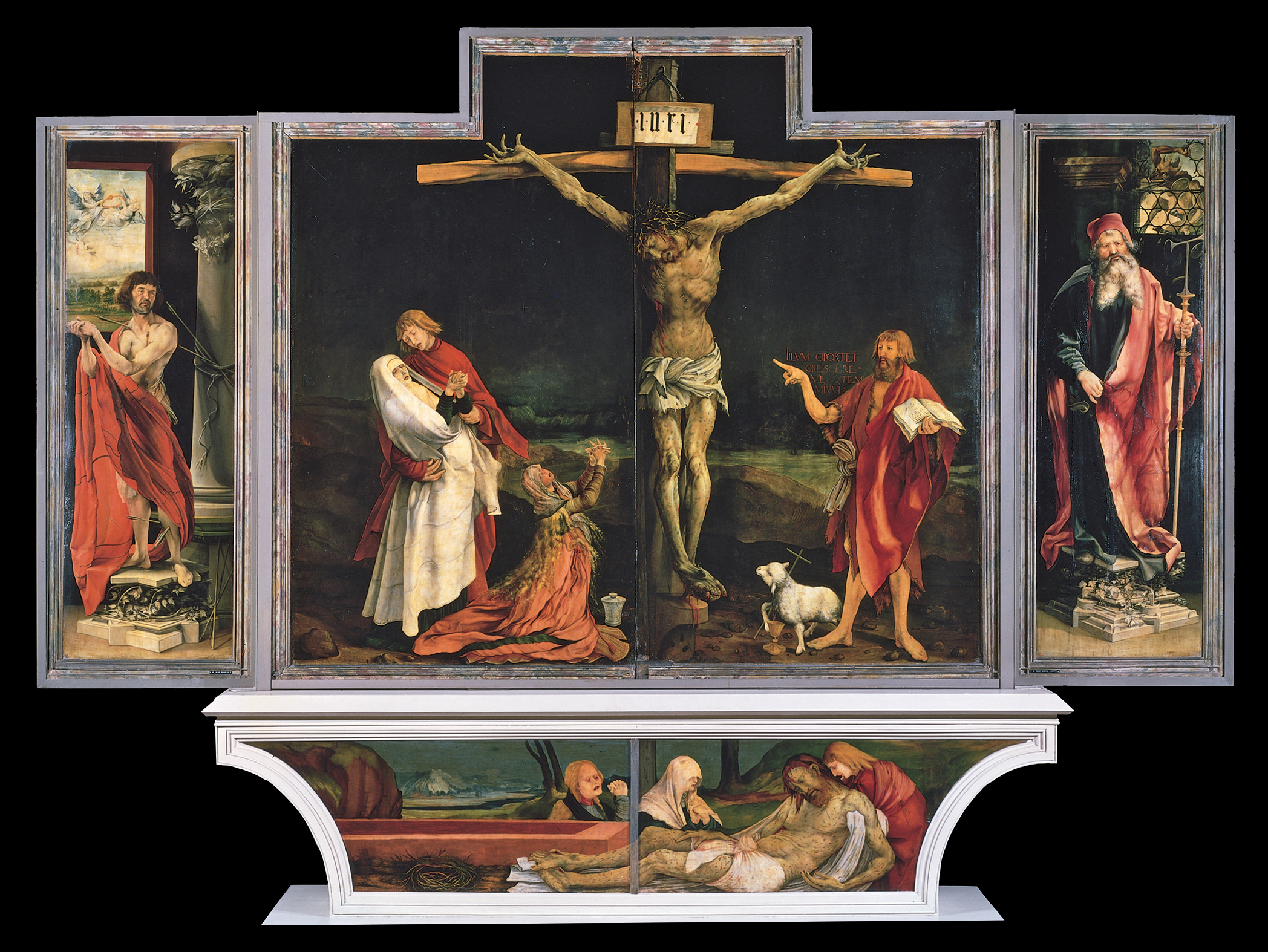
Matthias Grünewald, Isenheimer Altar, 1512 bis 1516

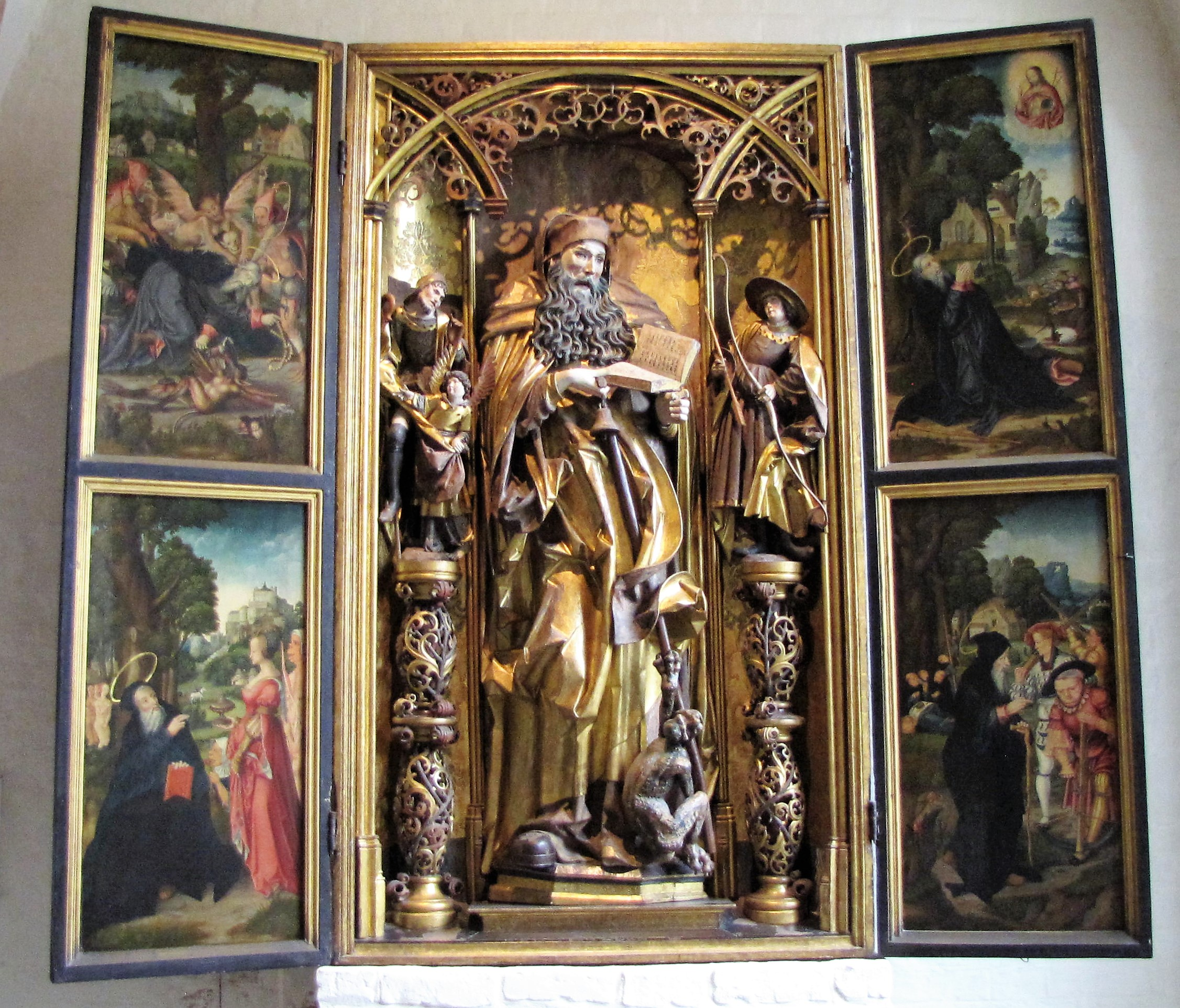
Johann von Köln, Antonius-Altar, St.-Annen-Museum in Lübeck, 1520-1522

Der Orden übte keine nennenswerte stilbildende Kraft in der Architektur aus und schuf keinen eigenen Kirchentyp. Ihre Bauten orientierten sich häufig an den landesüblichen Formen der Kirchen von Bettelorden. Gelegentlich übernahmen sie ältere Kirchenbauten, ohne wesentliche Veränderungen vorzunehmen. In Einzelfällen wurde durch äußeren Skulpturenschmuck auf den Ordensheiligen verwiesen, wie beispielsweise bei der Antoniusstatue am Nordportal in Frankfurt-Höchst, dem Portalrelief mit Antonius und Paulus in der Wüste oder einer Reliefplatte mit dem hl. Antonius und einem Antoniterschwein in Isenheim.
Im Inneren der Antoniterkirchen finden sich häufig Statuen des Heiligen, meist als Sitzfiguren, die oft kolossale Ausmaße aufweisen (zum Beispiel in Tempzin, Höchst und Köln). Unter den dem heiligen Antonius gewidmeten Altären in den Antoniterklöstern befinden sich mitunter bedeutende Kunstwerke, wie der Isenheimer Altar von Nikolaus von Hagenau und Matthias Grünewald, der Antonius-Altar im St.-Annen-Museum in Lübeck oder der Tempziner Hochaltar.
Weitere Arbeiten (Auswahl)
- Martin Schongauer, Die Peinigung des hl. Antonius 1470 und 1475
- Michelangelo, Versuchung des hl. Antonius 1487 oder 1488
- Albrecht Dürer, Der heilige Antonius vor der Stadt 1519 oder Die heiligen Einsiedler Antonius und Paulus um 1504 oder Dresdener Altar um 1496
- Hieronymus Bosch, Versuchung des hl. Antonius (auch Lissaboner Altar) um 1500 und das unter gleichem Namen gestaltete Bild im Museo Nacional del Prado in Madrid vor 1515,
- Giovanni Battista Cima da Conegliano, Drei Heilige: Rochus, Antonius Abt und Lucia ca. 1513,
- Hans Sebald Beham, Der Antoniterorden aus Das Babstum mit seynen glidern 1526
- Pieter Aertsen, Die Rückkehr von einer Wallfahrt zum Heiligen Antonius 1550
- Pieter Bruegel der Ältere,  Die Krüppel 1568 oder Die Versuchungen des heiligen Antonius etwa 1550/1575 oder nach 1602
- Jan Brueghel der Ältere Versuchung des hl. Antonius um 1603/1604
- Pieter Brueghel der Jüngere, Die Versuchung des Heiligen Antonius nach 1616
- Jan Brueghel der Jüngere Die Versuchung des Heiligen Antonius um 1620/1630
- Salvador Dalí, Die Versuchung des Heiligen Antonius 1946
- Helmut Maletzke, Darstellung des hl. Antonius 2008

Die Antoniusgilden besaßen, wie andere Bruderschaften, häufig eigene Kapellen und Altäre in den zuständigen Pfarrkirchen oder eine Statue des Heiligen. Der Komtur der Gilde trug zu den Jahresfesten eine Ordenskette, an der häufig ein Antoniusschwein oder ein Relief des heiligen Antonius als besonderes Kennzeichen hing.
Ein weiteres, in Teilen erhalten gebliebenes Zeugnis ist der vor 1505 von Hans Wydyz geschaffene Freiburger Antoniusaltar. Einzelne aus Lindenholz geschnitzte Figuren des Altars, darunter die Antoniusfigur, sind heute Bestandteil des spätbarocken Hochaltars der katholischen Pfarrkirche St. Josef in Obersimonswald oder werden im Augustinermuseum in Freiburg aufbewahrt.
2003 fand auf der Insel Isola Bella (Lago Maggiore) ein internationales Ausstellungsprojekt zum Thema Die Versuchung des Heiligen Antonius statt. Die Rauminstallationen der zeitgenössische Künstler (wie Enrique Asensi, Lore Bert, Harald Fuchs, Peter Gilles, Horst Gläsker, Birgit Kahle oder Ingeborg Lüscher) gaben dem Thema aktuelle Bezüge (u. a. Wiederkehr des Verdrängten, Machthunger, Größenwahn, Geldgier oder den Eingriff des Menschen in das Erbgut).

## Bekannte Antoniter

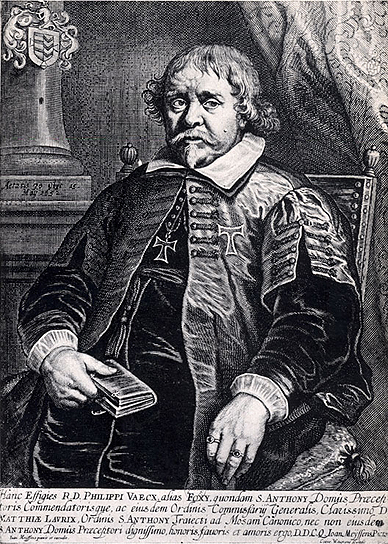
Philippus Vaecx um 1650

### Deutschland (Auswahl)

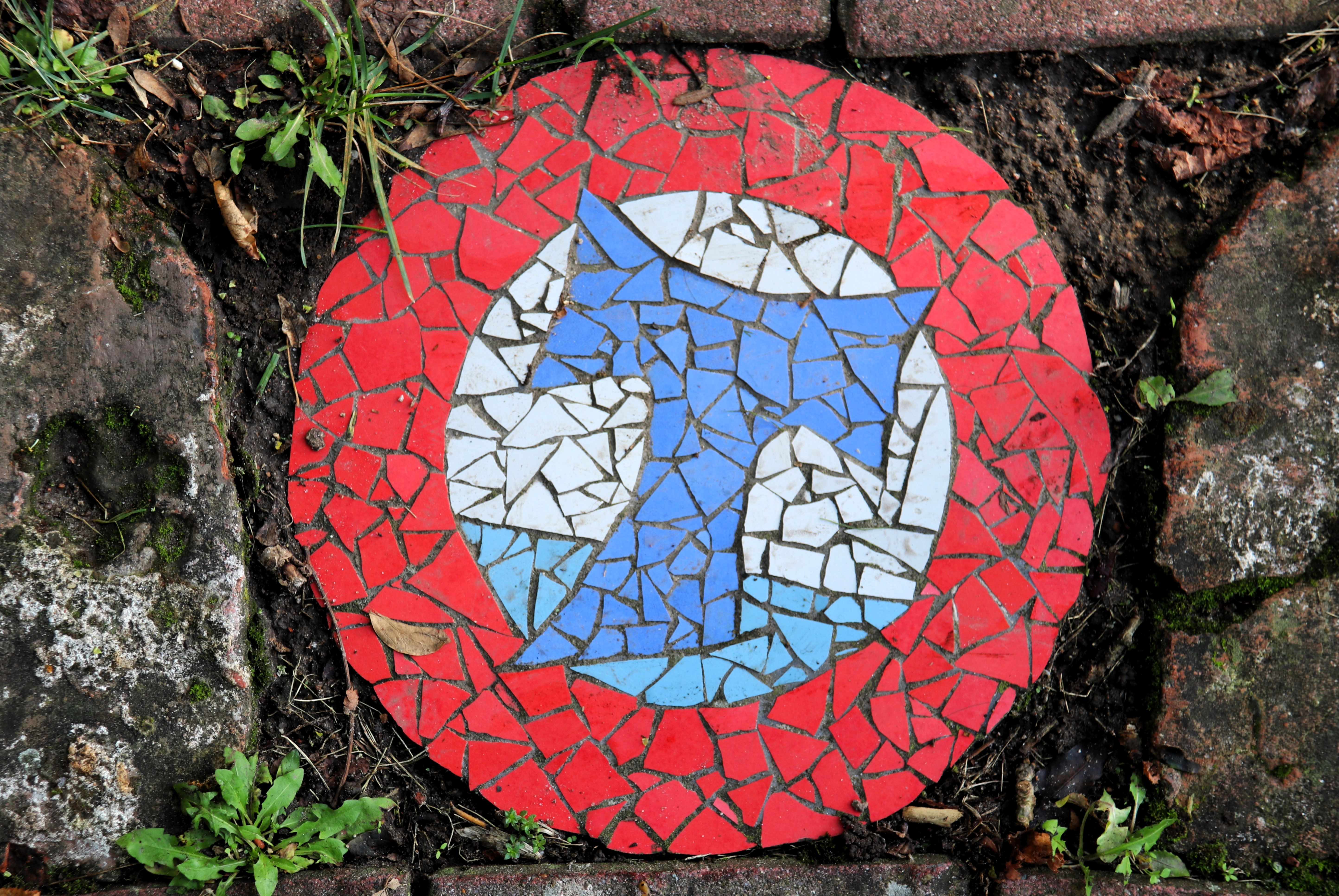
Logo Pilger-Kloster – Bodenmosaik 2024

### Orden von Saint-Antoine-en-Barbefosse

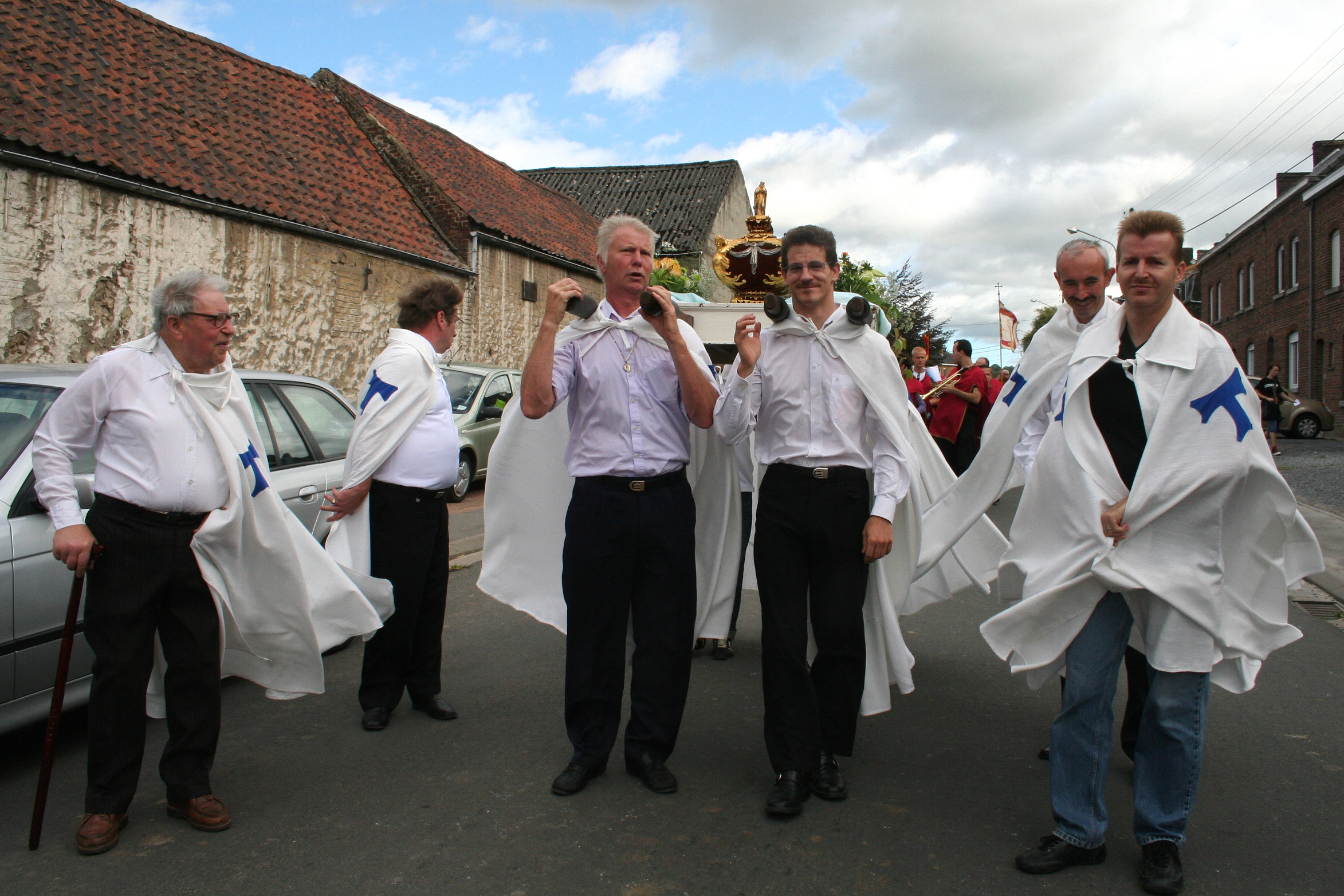
Träger des Reliquiars von Saint-Antoine-en-Barbefosse in Havré 2007